# Digimon Adventure:/Episodenliste
Diese Episodenliste enthält alle Episoden der japanischen Animeserie Digimon Adventure:, sortiert nach der japanischen Erstausstrahlung. Der Anime ist auf 67 Episoden konzipiert und wurde im Zeitraum von April 2020 und September 2021 erstmals veröffentlicht. Die Episodentitel bestehen aus drei in Japan üblichen Schriften: Hiragana, Kanji und Katakana. Zur Unterstützung der Lesung eines oder mehrerer Kanji fügten die Serienmacher Furigana hinzu, also Hilfen aus Hiragana oder Katakana, die das Lesen der Kanji erleichtern sollen. Jene sind jeweils über den Kanji angegeben. Unter den Episodentiteln aus Kana bzw. Kanji findet sich in der folgenden Tabelle mit den Romaji eine weitere Schreibweise der Episodentitel in lateinischer Schrift, die von den Serienmachern bei der Erstveröffentlichung allerdings nicht verwendet wurde.

## Episodenliste
| Nr. | Originaltitel                                           | Erstausstrahlung Japan |
| --- | ------------------------------------------------------- | ---------------------- |
| 1 | 東京デジタルクライシス Tōkyō Dejitaru Kuraishisu        | 5. Apr. 2020           |
| Taichi Yagami telefoniert mit seiner Mutter, die mit seiner Schwester in Shibuya in eine andere Bahn umsteigen will, während er seine Sachen für das Sommercamp zusammenlegt. Kurz darauf klingelt Koshiro Izumi, ein Viertklässler aus demselben Wohnhaus, an Taichis Tür. Beide erfahren von scheinbaren Cyber-Angriffen, die sich in und um Tokio ereignen. Betroffen davon ist auch der Zug der Yamanote-Linie mit Taichis Familie, der auf einen anderen aufzufahren droht. Mit Koshiro rennt Taichi zu einem nahen Bahnhof, um den Zug zu erreichen, und Taichi wird allein ins Netz gezogen. Dort trifft er auf Agumon, das sich zuvor entwickelt hat und Taichi zu kennen scheint. Beide werden daraufhin von anderen Digimon, Algomon, angegriffen, die sie vernichten können. Koshiro, der zu Tachi Kontakt hält, erklärt, dass sich mit jedem zerstörten Digimon die Situation in Tokio verbessere. Als nur noch ein Algomon übrig ist, entwickelt sich dieses ähnlich wie Agumon zuvor, aber zweimal und aufs Champion-Level, und steigert seine Stärke. Agumon nimmt mithilfe eines handflächengroßen Geräts, eines Digivices, das Taichi bei der Ankunft im Netz vorgefunden hat, als Greymon eine gleichwertige Form an und besiegt seinen Gegner. Dadurch endet das Chaos in Japan, Taichis Familie kommt nicht zu Schaden. Die Störungen gehen laut Koshiro nun im Ausland weiter. Im selben Moment treffen Taichi und Greymon einen Jungen, der auf einem Garurumon sitzt.                                                                                             |                                                         |                        |
| 2 | ウォー・ゲーム Wō Gēmu                                  | 12. Apr. 2020          |
| Der Junge stellt sich als Yamato Ishida heraus, der ebenfalls ein Digivice wie Koshiro und Taichi hält; Garurumon und Greymon scheinen sich bereits zu kennen. Yamato sträubt sich erst, mit Taichi zusammenzuarbeiten, als Koshiro ihnen mitteilt, dass ihre Gegner die Kommandozentrale der US-Streitkräfte gehackt und so Zugang zu Kernwaffen erhalten hätten. Yamato entschließt sich nun zur Zusammenarbeit, Koshiro weist beide zur verantwortlichen Störung im Netz. Dort wird durch die Algomon ein U-Boot gelenkt, das eine Atomrakete auf Tokio abschießen soll. Sie zerstören nacheinander Algomon, bis nur eines auf dem Rookie-Level übrig bleibt, dem wiederum zwei Entwicklungsschritte auf das Ultra-Level gelingt, das Greymon und Garurumon überlegen ist. Beide gemeinsam schaffen es dennoch, es scheinbar zu besiegen. Allerdings sammelt sich erneut Energie in seinem scheinbar leblosen Körper, sodass ihr Gegner noch eine Entwicklung auf das Mega-Level vollzieht und die Rakete in der Menschenwelt zündet. Das entwickelte Algomon holt zum letzten Schlag aus, da vollführen Garurumon und Greymon eine gemeinsame Entwicklung auf ein deutlich höheres Level zu einem einzigen Digimon, Omegamon. In der Menschenwelt finden Hikari und ein Junge weiße Federn vor, die sie auffangen und die ihnen je ein Symbol zukommen lassen, wie es Koshiro, Taichi und Yamato auf ihren Digivices haben. |                                                         |                        |
| 3 | そしてデジタルワールドへ Soshite Dejitaru Wārudo e      | 19. Apr. 2020          |
| Die Auseinandersetzung zwischen Omegamon mit Algomon stellt sich ungleich dar, sodass Letzteres nach einigen Kampfhandlungen vernichtet wird. Währenddessen nähert sich die Rakete Tokio immer weiter, auch Algomons Auslöschung ändert daran nichts. Kurz vor dem Aufprall gelingt es Omegamon, die Flugbahn der Rakete zu stören und sie in die Erdumlaufbahn zu lenken, wo sie explodiert, einen elektromagnetischen Impuls auslöst und Elektronikgeräte in der Stadt kurzzeitig lahmlegt. Die Explosion wird durch ein mysteriöses, helles Licht umhüllt, das sie verschwinden lässt. Im Netz sind Taichi und Yamato zeitgleich von einem hellen Licht umgeben und werden wieder in die Menschenwelt gezogen, wobei sich Taichi auf dem Bahnsteig wiederfindet, wo er das Netz betreten hat – mit dem Digivice in seiner Hand. Einige Tage später reisen Koshiro und Taichi ins Sommercamp und treffen dort auf Sora Takenouchi, die Taichi seit frühester Kindheit kennt. Nach der Rückkehr der Kinder aus dem Camp kommt es erneut zu Störungen im Netz, wobei diesmal im Stadtgebiet Tokios nacheinander der Strom ausfällt und in drei Tagen ein kompletter Blackout droht. Während eines Gesprächs zwischen Koshiro und Taichi leuchten ihre Digivices auf. Taichi eilt erneut zu Koshiro am Bahnhof, Sora, die ihn auf der Straße trifft, folgt ihm. Taichi wird über das Netz in die Heimat der Digimon, die „Digital World“, gezogen, wo Agumon ihn willkommen heißt; Koshiro gelangt stattdessen ins Netz.                                                                  |                                                         |                        |
| 4 | バードラモン飛翔 Bādoramon Hishō                        | 28. Juni 2020          |
| Statt Koshiro, den er erwartet hat, trifft Taichi auf Sora. Zusammen mit Agumon werden sie auf eine Steintafel mit Symbolen aufmerksam, die Taichi mithilfe seines Digivices entziffert. Anschließend weist dieses auf einen Berg fern ihres Standortes. Die Drei begeben sich auf den Weg, weil sie sich dort Antworten auf die Anomalien in der Menschenwelt erhoffen. Kurz darauf wird Sora aus dem hohen Gras von ihrem Partner Piyomon angesprungen, das von einem Snimon gejagt wird. Letzteres greift die Gruppe an, der nur die Flucht zu einer Klippe bleibt. Nach dem Sturz in den dort laufenden Fluss werden sie weit abgetrieben, Snimon lässt von ihnen ab. Wieder an Land, bauen sie gemeinsam ein Floß, um über den Fluss schneller zu ihrem Ziel zu gelangen. Unter Wasser nähert sich ein Coelamon, das einen Kampf mit Agumon provoziert. Dieses entwickelt sich zu Greymon und hält Coelamon in Schach. Da kehrt Snimon zurück, zerstört das Floß und droht, Piyomon zu verspeisen. Sora, die auf Snimon geklettert ist, und Piyomon befreien sich und stürzen damit von ihm ab. Da gelingt Piyomon eine Entwicklung zu Birdramon und kann Sora retten, die dadurch auch ihr Digivice erhält. Anschließend besiegen es und Greymon ihre jeweiligen Gegner. Birdramon bietet der Gruppe an, nun auf seinem Rücken zum Berg zu fliegen. Parallel befindet sich Koshiro weiterhin im Netz und trifft dort auf seinen Partner Tentomon. Beide versuchen, die lange Reise in die Digital World zu beschreiten, als ein Whamon auftaucht und sie verschluckt.              |                                                         |                        |
| 5 | 聖なるデジモン Seinaru Dejimon                          | 5. Juli 2020           |
| Auf dem Berg entdeckt die Gruppe den zerstörten Tempel der Herrscher des Guten der Digital World, einer Vereinigung hochentwickelter Digimon. Dort nimmt die Seele eines Valdurmon Kontakt mit ihnen auf. Es berichtet über einen vergangenen Krieg zwischen dem Licht und der Finsternis, den Ersteres nur unter schweren Verlusten gewonnen hat. Valdurmon ahne einen neuen Krieg, der erneut unter dem Dunklen Digimon geführt werde. Es bittet die auserwählten Kinder, zum Kontinent Cloud zu reisen und das Heilige Digimon zu suchen, um die Digital World zu retten. Noch während des Gesprächs wird die Gruppe von mehreren Dokugumon angegriffen, die durch ein Soundbirdmon kontrolliert und von einem Ogremon geführt werden. Die Gruppe kann sich nach einigen Kämpfen befreien, muss ob der Übermacht ihrer Gegner allerdings fliehen; Ogremon befiehlt seinen Untergebenen schließlich, den auserwählten Kindern zu folgen. Die Kampfhandlungen werden weiter entfernt von einem Mädchen bemerkt, das ebenfalls ein Digivice hält und ein Palmon zum Partner hat. Parallel verfolgen Koshiro und Tentomon die Geschehnisse in der Digital World per Übertragung, als ebenfalls durch ein Soundbirdmon beeinflusste Tylomon Whamon angreifen. Sie fliehen aus Whamons Magen und stellen sich ihren Gegnern. Mit Tentomons Entwicklung zu Kabuterimon gelingt beiden die Vernichtung von Soundbirdmon, wodurch die Tylomon sich zurückziehen und sie ihre Reise durch das Netz fortsetzen können.                                                                           |                                                         |                        |
| 6 | 狙われた王国 Nerawareta Ōkoku                           | 12. Juli 2020          |
| Sora, Taichi und ihre Digimon gelangen auf der Suche nach dem Meer, um nach Cloud zu gelangen, zu einem Obstgarten und erhoffen sich, dort Nahrung zu finden. Dabei werden sie von mehreren Tanemon entdeckt, von einem Palmon gefesselt und zu ihrer Anführerin gebracht, die sich als das weitere auserwählte Kind Mimi Tachikawa herausstellt. Sie beschützt mit ihrem Partner-Digimon den Garten vor eventuellen Feinden. Währenddessen wird eine Gruppe Tuskmon durch ein von Ogremon losgeschicktes Soundbirdmon manipuliert, sodass diese den Garten angreift. Trotz der Unterstützung durch Ogremons Coredramon und ihrer zahlenmäßigen Überlegenheit schaffen es die entwickelten Birdramon und Greymon, ihre Feinde zu besiegen. Unterhalb des Gartens gräbt sich Ogremon mit einem Drimogemon zu den zurückgelassenen Mimi und Palmon heran und attackiert sie. Bei einer Rettungsaktion für Mimi wird Palmon lebensgefährlich verletzt. Mit Mimis Digivice gelingt Palmon noch die Entwicklung zu Togemon, wodurch es Drimogemon besiegen kann. Parallel können die anderen Partner-Digimon Ogremon eines seiner Hörner abtrennen und zum Rückzug zwingen. Mimi macht sich anschließend gemeinsam mit den anderen auf den Weg zum Meer. Aus dem Netz berichtet Koshiro den anderen von einer Zeitverschiebung, die zwischen der Digital World, Menschenwelt und dem Netz besteht, wodurch sie mehr Zeit hätten, den drohenden Stromausfall in Tokio aufzuhalten. |                                                         |                        |
| 7 | その男、城戸丈 Sono Otoko, Kido Jō                      | 19. Juli 2020          |
| Die Gruppe gelangt zu einer Meerenge. Vom dortigen Strand aus will sie auf Birdramon nach Cloud fliegen, wird allerdings von einem Gesomon vom Himmel geholt und wieder zurück an Land gejagt. Ihnen zu Hilfe kommt dabei Gomamon, das ebenfalls ein Partner-Digimon ist; das von Jo Kido. Dieser ist ebenfalls zufällig in die Digital World gekommen und weist die Gruppe ab, die ihn um Hilfe bei der Überquerung der Meerenge bittet, da er sich auf Prüfungen zum Übergang auf die Mittelschule konzentrieren und in die Menschenwelt zurückkehren will. Gomamon bietet sich allein an, mit der Gruppe gegen Gesomon zu kämpfen. Dabei lockt es es an den Strand, wird auf halbem Weg allerdings von ihm erfasst und an Land geprügelt. Während Jo zu seinem verletzten Partner eilt, können sich Greymon und Togemon gemeinsam nicht ihres Gegners erwehren. Erst Jos tiefere Zuneigung zu seinem Partner ermöglicht Gomamon die Entwicklung zu Ikkakumon, das sich Gesomon im Wasser stellen kann. Gemeinsam mit den anderen beiden Partner-Digimon gelingt ihm der Sieg über Gesomon und damit der Gruppe ein sicheres Übersetzen auf Ikkakumons Rücken nach Cloud. Während Kabuterimon und Koshiro ihre Reise in die Digital World fortsetzen, ergreift der Stromausfall immer weitere Präfekturen und Städte um Tokio. So werden auch Taichis Mutter und Hikari in ihrer Wohnung Opfer davon. |                                                         |                        |
| 8 | 子供たちの攻城戦 Kodomo-tachi no Kōjō-sen               | 26. Juli 2020          |
| Cloud vor Augen, erreicht die Gruppe den Kontinent an einer Küste mit einer Festung, die von einer Digimon-Armee unter einem Gorimon und zwei Solarmon bewacht wird. Noch auf See greift die Armee die Kinder und ihre Digimon an, die sich zwar an Land retten, aber dort dem anhaltenden Bombardement mehrerer Tankmon nicht standhalten können. Erst als Gabumon mit Yamato der Gruppe zur Hilfe eilt, können sie sich sicher in eine nahe Höhle zurückziehen. Von dort aus will Yamato mit seinem Partner die Festung allein stürmen; den beiden wird durch den folgenden Beschuss aber schnell klar, dass sie so keine Chance haben. Die anderen Kinder und ihre Digimon greifen in die Kampfhandlungen ein und lenken die Aufmerksamkeit der meisten ihrer Feinde auf sich. Aus der Festung gelangt ein Darktyranomon, das sich als zu starker Gegner erweist. Birdramon und Greymon schaffen es gemeinsam im Kampf trotzdem, es von einer Klippe ins Meer zu stoßen. Währenddessen gelingt Garurumon und Yamato nach einem Sieg über Gorimon und die Solarmon die Einnahme der Festung. In ihrem Inneren entdeckt die Gruppe eine weitere Inschrift, wie sie Sora und Taichi bereits nach ihrer Ankunft in der Digital World vorgefunden haben. Sie enthält Informationen über das Heilige Digimon. Zuvor hat Koshiro berichtet, dass sich die Krise in Tokio ausweitet und die Menschen dort Supermärkte leerkaufen. Er und Kabuterimon indes beschreiten den letzten Teil ihrer Reise durch das Netz.                                                                           |                                                         |                        |
| 9 | 完全体・襲来 Kanzen-tai – Shūrai                        | 2. Aug. 2020           |
| Die Kinder erfahren über die gefundene Tafel, dass das Heilige Digimon gefangen genommen worden sei und festgehalten werde. Indes informiert Ogremons Herrscher Devimon, der die auserwählten Kinder tot sehen will, es, neue Untergebene zu schicken, um die Mission zu erledigen. Trotzdem stellt sich Ogremon Greymon im Zweikampf in der Festung und will für sein abgetrenntes Horn und seinen verletzten Stolz Rache nehmen. In die Kampfhandlungen begeben sich neben den angekommenen Kabuterimon und Koshiro auch mehrere Coredramon, die die Kinder und ihre Digimon angreifen. Als sie ihre Angriffe weiter intensivieren, greift Ogremon sie an und deutet ihnen, sich zurückzuziehen. Im weiteren Verlauf des Kampfes zeichnet sich ein Sieg zu Greymons Gunsten ab. Doch bevor es Ogremon besiegen kann, verwüstet ein Metal Tyranomon, ein Digimon auf dem Ultra-Level und den Digimon der Kinder gänzlich überlegen, die Festung und beendet den Kampf. Obwohl von Devimon geschickt, nimmt es keine Rücksicht auf Ogremon und zertritt es. Über seine erkannte Ausbootung erzürnt und schwer verletzt, wechselt es die Seiten und ermöglicht Taichi, dem besiegten Agumon und den anderen einen Fluchtweg und damit einen Pfad zum Heiligen Digimon. Es selbst stellt sich dem aussichtslosen Kampf mit Metal Tyranomon. Währenddessen hat sich der Stromausfall in Tokio in jeden Teil der Stadt ausgeweitet, ausschließlich Selbstversorger verfügen noch über Energie.                                                                                               |                                                         |                        |
| 10 | 鋼鉄の超進化 Kōtetsu no Chō Shinka                      | 9. Aug. 2020           |
| Vor Metal Tyranomon in einen Wald geflüchtet, versteckt sich die Gruppe in einer Höhle. Dort pflegt sie das verletzte Agumon und findet über die von Koshiro aus der Festung gewonnenen Daten einen Pfad zum Aufenthaltsort des Heiligen Digimons. Allerdings wird der Wald von den Soundbirdmon durchforstet, wodurch sie ein Ablenkungsmanöver benötigen. So trennen sich Agumon und Taichi von den anderen, um Metal Tyranomons Aufmerksamkeit auf sich zu lenken, und stellen sich am Waldrand ihrem Gegner. Obwohl kräftemäßig unterlegen, hat Koshiro beiden erklärt, dass sie Metal Tyranomon einzig bei dessen Attackenwechsel aus direkter Nähe effektiv attackieren können. Dies gelingt in mehreren Anläufen allerdings nicht. Der Kampf verlagert sich in seinem Verlauf zu der eigentlich geflohenen Gruppe, die einen säurehaltigen Miasmasumpf nicht durchqueren kann. Obwohl chancenlos und in einer Sackgasse, versuchen Greymon und Taichi weiterhin, Metal Tyranomon aufzuhalten. Durch ihre Entschlossenheit, unbedingt siegen zu wollen, gelingt Greymon die Ultra-Entwicklung zu Metal Greymon und ist so seinem Gegner gewachsen. Es schleudert ihn in den Miasmasumpf und schießt seinen Giga Storm auf Metal Tyranomon ab, wodurch es stirbt. Nach dem Kampf, und da ihnen der alternative Zugang unbekannt ist, entschließen sich die Kinder und ihre Digimon, ihren Weg vorerst getrennt zu beschreiten, um von unterschiedlichen Seiten am Miasmasumpf vorbei zum Heiligen Digimon zu gelangen.                                                              |                                                         |                        |
| 11 | 砂漠に立つ狼 Sabaku ni Tatsu Ōkami                      | 16. Aug. 2020          |
| Jo, Sora und Yamato mit ihren Digimon treten den Weg südlich des Sumpfs in die Wüste an. Dort werden sie zuerst von mehreren Sand Yanmamon angegriffen, von denen einige durch ein vom Miasma befallenes Scorpiomon getötet werden. So bedroht es auch mehrere Kyaromon. Da Scorpiomon auf dem Ultra-Level ist, bleibt ihnen allen nur die Flucht. An einer entfernten Oase treffen sie auf eine Gruppe von Digimon um ein Neamon, die sich vor Scorpiomon versteckt. Als Sora vorschlägt, gemeinsam einen Ausweg zu suchen, kapselt sich Yamato, der dagegen ist, mit Gabumon ab. Birdramon, Ikkakumon, Jo und Sora stellen sich in der Wüste hingegen ihren Gegnern. Auf dem Champion-Level können sie zwar die meisten der Sand Yanmamon ausschalten, drohen aber trotzdem zu unterliegen. Als Yamato zurückkehrt und mit Garurumon in den Kampf eingreift, wird es von Scorpiomon mit einem seiner Scherenarme gefangen. Yamato, der erkennt, dass er die Aufgabe der auserwählten Kinder nicht mit seinem Partner-Digimon allein bewältigen kann, ermöglicht Garurumon damit die Entwicklung auf das Ultra-Level zu Were Garurumon. Scorpiomon so ebenbürtig, dominiert es den Kampf, trennt ihm nacheinander dessen Gliedmaßen ab und tötet es. Daneben begeben sich Koshiro, Mimi und Taichi mit ihren Partnern auf der anderen Seite des Sumpfs in eine Tempelanlage. Während Koshiros Dokumentationen der dortigen Inschriften löst Mimi versehentlich eine Falle aus, die Palmon und sie tief in den Tempel stürzen lässt.                                                     |                                                         |                        |
| 12 | リリモン開花 Ririmon Kaika                              | 23. Aug. 2020          |
| Von den anderen getrennt und fast unverletzt, suchen Mimi und Palmon einen Ausgang aus dem Untergrund des Tempels. Sie stoßen dabei auf viele deaktivierte Metall-Digimon. Währenddessen fliegt ein Soundbirdmon in die Tiefen und lässt das bisher leblose Ultra-Digimon Andromon bösartig werden. So greift es Mimi und Palmon an. Togemon kann Andromon nicht aufhalten und fällt nach einem Schlag in Ohnmacht. Andromon nun scheinbar ausgeliefert, mischt sich das zuvor von Mimi freundlich behandelte Guardromon Nr. 2078 in den Konflikt ein und rettet die beiden. Gemeinsam suchen sie einen Weg aus dem Tempel und werden dabei von Andromon gestellt. Nr. 2078 setzt sich abermals für die beiden ein und wird schwer verletzt. Koshiro und Taichi, die sich zuvor gegen eine Vielzahl Hagurumon haben durchsetzen müssen, eilen mit ihren Partnern hinzu. Um sich Andromon zu stellen, entwickelt sich Greymon auf das Ultra-Level, kann seinen agileren Gegner aber nicht entscheidend besiegen. Stattdessen nähert sich Andromon Mimi und will sie endgültig töten. Da greift Nr. 2078 im letzten Moment ein und wird von Andromon diesmal unwiderruflich deaktiviert. Dafür Schmerz und Wut empfindend, schafft Togemon die Ultra-Entwicklung zu Lillymon. Um es für die Zerstörung von Nr. 2078 zu bestrafen, lässt Lillymon beide mit Pflanzen überwuchern und sie darunter begraben. Mimi empfindet für das Erlebte tiefe Trauer. Die Gruppe um Yamato indes hat Neamon und seine Freunde zurückgelassen und setzt ihre Reise fort.                                  |                                                         |                        |
| 13 | 紅蓮の翼ガルダモン Guren no Tsubasa Garudamon           | 30. Aug. 2020          |
| Sora erreicht auf Birdramon mit den anderen einen Wald, aus dem Fanbeemon vor vom Miasma besessenen Waspmon fliehen. Diese fangen die Fanbeemon, um sie in das Innere eines Cannonbeemons zu verschleppen. Die Gruppe versucht, einige der Fanbeemon zu befreien, und wird von Cannonbeemon angegriffen. Bei einem Ausweichmanöver verlieren sie Gomamon und Jo, die anschließend von den Waspmon gefangen und abtransportiert werden. Piyomon, Gabumon, Sora und Yamato initiieren ein Ablenkungsmanöver, um in Cannonbeemons Inneres zu gelangen. Dort befreien sie ihre Freunde. Die Vielzahl der Fanbeemon müssen sie vorerst zurücklassen, damit sie die Aufmerksamkeit ihrer Gegner von außen auf sich ziehen können. Von dort aus möchte Sora auf Birdramon auch Cannonbeemons Körper öffnen. Dabei entgehen sie knapp einem schweren Laserangriff ihres Gegners, der Sora erkennen lässt, wie viel Verantwortung sie für sich und andere trägt. Darüber gelingt Birdramon die Entwicklung zu Garudamon – einem Ultra-Digimon. Es kann damit erneute Angriffe Cannonbeemons abwehren, dabei sein Inneres zerstören und die Fanbeemon befreien. Auf der anderen Seite des Miasmasumpfes leidet Koshiros Convertible unter immer mehr Verbindungsproblemen, wodurch seine Gruppe einen höhergelegenen Punkt aufsucht, um diese zu beseitigen. Ihren Weg nun kennend, macht sie sich in den vor ihr liegenden Canyon auf. |                                                         |                        |
| 14 | 激突 昆虫の王者 Gekitotsu Konchū no Ōja                 | 6. Sep. 2020           |
| Die sich nun im Canyon befindliche Gruppe um Taichi stockt auf ihrer Reise, da Koshiro mit seinem erneut ausgefallenen Convertible nicht navigieren kann. Kurz darauf wird sie von einem Schwarm Kuwagamon angegriffen, der vom Miasma besessen ist und sie als Fressen betrachtet. Er nutzt die Enge des Canyons aus, um sich beim Angriff einen Vorteil zu verschaffen. Obwohl aus demselben Level, können sich die Partner-Digimon auf dem Champion-Level nicht gegen ihre Feinde durchsetzen. Auch eine von Taichi angestrebte Ultra-Entwicklung Greymons scheitert. Einen Ausweg suchend, stoßen sie auf das Ultra-Level-Digimon Okuwamon, das die Gruppe mit den Kuwagamon nun von beiden Seiten angreift. Bei einem versuchten Ausbruch werden Kabuterimon und Koshiro von den anderen getrennt und sehen sich Okuwamon alleine entgegen, das Kabuterimon fängt und fressen will. Dessen Appell an Koshiro, sich auf seine Intelligenz statt Technik zu stützen, ermöglicht beiden eine Intervention und damit ein Entkommen. Anschließend und von seinen Fähigkeiten überzeugt, entwickelt sich Kabuterimon auf das Ultra-Level zu Atlur Kabuterimon. Beide eilen zu ihren Freunden und bieten ihnen eine Taktik, sich gegen die Kuwagamon durchzusetzen. Atlur Kabuterimon stellt sich Okuwamon und siegt. Nach dem Kampf lässt sich Koshiros Convertible wieder einschalten. Parallel setzt die Gruppe um Yamato ihre Reise fort, während in der Menschenwelt der Stromausfall in Tokio die Stadt und ihre Menschen immer weiter im Chaos versinken lässt.                     |                                                         |                        |
| 15 | ズドモン稲妻の鉄槌 Zudomon Inazuma no Tettsui           | 13. Sep. 2020          |
| Auf Birdramons Rücken erreicht die Gruppe um Yamato eine Eislandschaft. Sogleich wird sie von einem vom Miasma befallenen Mammon und mehreren Yukidarumon angegriffen. Eines verletzt Sora empfindlich, auf deren Körper sich ein Eis-Virus ausbreitet. Mammon löst durch Trampeln eine Lawine aus, der die Gruppe nur knapp entkommt. Da sie vorher erkannt haben, nur durch die Überquerung eines Flusses voranzukommen, und da Sora bewegungsunfähig ist, erwirken Ikkakumon und Jo ein Ablenkungsmanöver, um ihren Freunden die Möglichkeit zu geben, ans andere Ufer zu gelangen. Obwohl dieses vorläufig gelingt, können beide nur mit Mühe selbst ihren Feinden entkommen. Zwar schaffen sie es selbst auf den Fluss, jedoch lässt Mammon diesen an einer Stelle vereisen, um mit den Yukidarumon auf die andere Seite überzusetzen. Jo erkennt in dieser Lage, dass er ob der Bedrohung Verantwortung für die anderen übernehmen muss, was seinem Partner die Ultra-Entwicklung zu Zudomon ermöglicht, das ihre Gegner nacheinander ausschaltet, sodass die Gruppe nach Soras Genesung zu Koshiros Treffpunkt aufbrechen kann. Taichi und die anderen werden währenddessen von einer Herde Kiwimon gejagt, die sie zu einer Höhle führt. Durch einen Luftzug in dieser vermuten sie einen zweiten Ausgang, den sie suchen und durchschreiten; dadurch gelangen sie zurück in die Menschenwelt ins Zentrum von Tokio, wo sich die Lage der Stadt scheinbar geringfügig beruhigt hat.                                                                                              |                                                         |                        |
| 16 | 東京侵食 漆黒の影 Tōkyō Shinshoku Shikkoku no Kage      | 20. Sep. 2020          |
| Die Situation in Tokio beruhigt glaubend, machen sich die Freunde zu ihren Familien auf. Sie steigen dafür am U-Bahnhof Ginza in die Ginza-Linie. Mimi trennt sich mit Palmon in Shibuya von den anderen, die in die Tōkyū Tōyoko-Linie umsteigen müssen, und versucht, einen Weg aus dem Bahnhof zu finden, irrt aber umher. Entkräftet sucht Mimi einen Burgerladen auf. Als sie bestellen möchte, erweist sich die Servicekraft als Datenprogramm. Währenddessen fahren Taichi und Koshiro mit ihren Partnern in der Bahn wiederholt den Bahnhof Shibuya an, bis sie darauf aufmerksam werden und die Bahn verlassen. Wieder auf Mimi und Palmon treffend, werden sie vom Champion-Digimon Eyesmon angegriffen, das seinen Körper in unzählige Teile aufspalten kann. Den Freunden wird bewusst, dass sie sich in einer von Eyesmon geschaffenen Illusion in der Digital World befinden und ihr Feind für das Chaos im realen Tokio verantwortlich ist. Als sich Eyesmon wieder zusammenfügt, gelingt es den Partner-Digimon weder auf demselben noch auf dem höheren Ultra-Level, ihren Feind zu besiegen. Bevor sie zu unterliegen drohen, erscheint Yamatos Gruppe, wobei sie jetzt über sechs Ultra-Digimon verfügen, die Eyesmon scheinbar vernichten können. Allerdings vollführt es noch eine Entwicklung zum Ultra-Digimon Orochimon, wodurch die Asynchronität zwischen der Digital World und Menschenwelt beendet scheint. In Letzterer breitet sich das Chaos weiter aus, sodass Hikari und ihre Mutter aus der Stadt fliehen wollen.                                      |                                                         |                        |
| 17 | 東京決戦 オロチモン Tōkyō Kessen Orochimon              | 27. Sep. 2020          |
| Orochimon mit seinen acht Köpfen erweist sich selbst für die sechs Ultra-Digimon der Kinder als zu starker Gegner. Es besiegt nacheinander die Partner-Digimon, wobei sie alle fliehen können; dabei werden Taichi und Yamato mit ihren Digimon von den anderen getrennt. In ihrem Versteck erklärt Yamato den Drei, dass er sich Orochimon unbedingt stellen muss, um das Chaos im echten Tokio zu beenden, das auch seinen Bruder Takeru Takaishi, von dem er getrennt lebt, bedroht. So will er erst alleine kämpfen, Taichi sichert aber seine Unterstützung zu. Die anderen vier Kinder mit ihren Partnern treffen einen ähnlichen Entschluss, sodass alle sechs Ultra-Digimon erneut gegen Orochimon antreten. Wieder dominiert es den Kampf mit seinen acht Köpfen, von denen sieben einen andersartigen beschützen. Taichi und Yamato sehen Orochimons Schwachstelle gegeben und greifen diese gezielt an. Metal Greymon löst letztlich seinen Giga Destroyer aus, um den Kopf auszulöschen und damit auch Orochimon selbst. Kurz darauf wird auf den Bildschirmen im nachgebauten Tokio ein Countdown angezeigt, der ab zehn Minuten abwärts läuft. Orochimons Erscheinen in der Digital World hat auch direkte Auswirkungen auf das reale Tokio; dort wird die Elektrizität noch massiver als zuvor gestört. Während Hikari und ihre Mutter einen Ausweg aus der Stadt suchen, sitzt Takeru alleine in seiner dunklen Wohnung und versucht, Yamato zu erreichen. Sie alle werden Zeugen des Kampfes in der Digital World sowie des aktivierten Countdowns.                     |                                                         |                        |
| 18 | 東京消滅 カウントダウン Tōkyō Shōmetsu Kauntodaun       | 4. Okt. 2020           |
| Während der Countdown fortschreitet, erhebt sich Orochimon noch einmal und entwickelt sich zum Mega-Digimon Nidhoggmon. Es reißt damit eine direkte Verbindung seiner Dimension über das Netz ins reale Tokio und droht, indem es die bisher gesammelten Daten in seiner Dimension in sich aufnimmt, die verbundenen Welten zu vernichten. Taichi und Yamato stellen sich mit Greymon und Garurumon vergeblich ihrem Gegner. Als Nidhoggmon versucht, die Vier zu töten, erhalten Hikari und Takeru im realen Tokio erneut Federn, die den beiden Digimon die Entwicklung zum gemeinsamen Omegamon ermöglicht. Obwohl Nidhoggmon den Kampf weiterhin zu dominieren scheint, kann es Omegamon nicht verletzen. Dieses stößt in einem ihm günstigen Moment zu Nidhoggmon durch und schneidet es in zwei Hälften, wodurch der Countdown bei sechs Sekunden stehenbleibt; auch zerstört Omegamon das nachgebaute Tokio und die Gruppe findet sich in einer Wüste wieder. Obwohl sich die Stromversorgung im realen Tokio wieder vollständig normalisiert, aktiviert sich der Countdown erneut und läuft in Eyesmons Dimension ab. Dadurch ergibt sich ein Spalt in deren Himmel, durch den vier der Kinder mit ihren Partnern weggeweht werden; Taichi, Yamato und Omegamon entgehen dem. Da erscheint erstmals Devimon als Illusion vor ihnen und droht, dass die Finsternis weiter an ihrer Machtübernahme arbeite. Nachdem es verschwunden ist, machen sich die Vier auf die Suche nach ihren Freunden und dem Heiligen Digimon.                                                          |                                                         |                        |
| 19 | 吠えよ獣王拳 Hoe yo Jūōken                              | 11. Okt. 2020          |
| Agumon, Gabumon, Taichi und Yamato erhalten von Koshiro die Nachricht, dass sich die anderen wieder in Tokio, aber ohne ihre Digimon befinden; während die Medien und Bevölkerung ratlos über den Stromausfall und Countdown diskutieren. Die Vier hingegen treffen in der Wüste auf das Ultra-Digimon Valvemon, das sie mit den Troopmon in sich attackiert. Dem schutzlos ausgeliefert, erscheint die Widerstandsgruppe um Leomon und schaltet ihre Gegner vorläufig aus. Nachdem sie sich zurückgezogen haben, erklärt Leomon ihnen, dass in Valvemon Informationen über das Heilige Digimon lagerten. Daraufhin dringen sie in sein Inneres ein. Nachdem sie die Troopmon erneut und endgültig besiegt haben, gelangen sie weiter auf eine tiefere Ebene und dort zu einem Behälter. Dabei stellt sich ihnen das Champion- oder Ultra-Digimon Minotarumon entgegen, das sich mit Leomon duellieren will. Die Kinder und ihre Digimon müssen sich Bullmon entgegenstellen, das sie mit taktischen Manövern ausschalten. Der Kampf zwischen Leomon und Minotarumon ist zuerst ausgeglichen, bis beide sich mit Faustangriffen direkt angreifen. Auch hier mit scheinbarem Gleichstand ruft Leomon mit seiner Neo-Königsfaust eine weitere Attacke auf und vernichtet seinen Gegner damit. Als die Gruppe anschließend den Behälter öffnet, findet sie darin Takeru kauernd vor. Daneben entsendet Devimon erneut Soldaten der Finsternis, um deren Macht, die sie durch Nidhoggmons Terror erreicht hat, auszubauen.                                                                   |                                                         |                        |
| 20 | 七人目の覚醒 Shichinin Me no Kakusei                    | 18. Okt. 2020          |
| Nachdem sie Takeru entdeckt haben, erscheint Velgremon, das Takeru entführt und Valvemon auslöscht. Leomon und die anderen können im letzten Moment davor fliehen. Da Velgremon davonfliegt, eilen sie ihm hinterher, werden jedoch vom Ultra-Digimon Megadramon gestoppt. Obwohl selbst nur auf dem Champion-Level, will Leomon es in Schach halten, bis Takeru befreit ist. Metal Greymon und Were Garurumon initiieren ein Manöver, das ihnen erlaubt, an den geschaffenen Behälter von Velgremon mit Takeru darin heranzukommen, während dieses sich nach Kräften wehrt. Yamato bietet seine ganze Kraft auf, um seinen Bruder körperlich wie verbal darin zu erreichen. Als dies gelingt und er befreit ist, greifen die Partner-Digimon erneut an, um Velgremon abzulenken, was jedoch misslingt. Im Gegenteil fängt es Takeru erneut und bereitet die Auslöschung der anderen vor. Aus Verzweiflung darüber schreit Takeru Velgremon an, wodurch sich bei Devimons Turm ein Digimon löst und zu Takeru fliegt: das Heilige Digimon, Angemon. Es übergibt seine Kraft an die Partner-Digimon, die Velgremon vernichten. Bevor es an den Folgen von Devimons Gefangenschaft stirbt, übergibt es Takeru ein Digivice und zerfällt danach in Datenfragmente, die sich als Digi-Ei wieder einen. Als Takeru es an sich nehmen will, wird es von einem Skull Knightmon gestohlen, das es zu Devimon bringen soll. Parallel sind die anderen Kinder zu ihren Eltern zurückgekehrt und nehmen Kontakt zu ihren Partner-Digimon auf, die sich im Netz befinden.                            |                                                         |                        |
| 21 | 逆転の武装強化 Gyakuten no Busō Kyōka                   | 25. Okt. 2020          |
| Die Gruppe folgt Skull Knightmon, das sich auf einem Darkmaildramon in den Miasmasumpf zu Devimons Turm begibt. Dort angekommen, fügt es das Ei in eine Vorrichtung ein, um es der Finsternis dienlich zu machen. Die Gruppe wird vor dem Turm von einem Splashmon angegriffen, das sich das Miasma zu Nutze macht, um Metal Greymon und Were Garurumon schwer zu verletzen. Während Letzteres aufgrund dessen sich zu Gabumon zurückentwickelt, droht Metal Greymon, von Splashmon in das Miasma gezogen zu werden. Taichi eilt hinzu und begibt sich ebenfalls in Gefahr. Durch seine Entschlossenheit, ihre beiden Welten unbedingt zu retten, ergibt sich für Metal Greymon die Möglichkeit, auf seinem Level eine Modifikation zu erhalten, wodurch sein rechter Arm zu einer Waffe wird, die das Miasma abstreift und Splashmon besiegen kann. Takeru, der sich von der Gruppe abgekapselt hat, begibt sich in die Tiefen von Devimons Stützpunkt und findet dort ein eingesperrtes Eldoradimon vor, das Teil des Turms ist. Er befreit es mit seinem Digivice, sodass das Mega-Digimon anschließend einen Zugang in die Festung gewährt. In der Menschenwelt verabschieden sich Jo und Mimi von ihren Familien, um sich wieder in die Digital World zu begeben. Parallel erfahren Koshiro und Sora durch ihre Partner, dass im Netz ein Calmaramon mithilfe von Baby-Algomon erneut Störungen verursacht, wodurch in der Straße von Malakka ein Tanker in einen Hafen zu steuern droht.                                                                                           |                                                         |                        |
| 22 | 不屈の蒼き機翼 Fukutsu no Aoki Ki Yoku                  | 1. Nov. 2020           |
| Kurz nachdem sie in den Turm eingedrungen ist, stößt die Gruppe in den Raum vor, in dem Skull Knightmon das Digi-Ei festhält. Dieses soll nun dem Miasma dargebracht werden. Garurumon und Greymon stellen sich ihrem Gegner, haben aber erst auf dem höheren Ultra-Level eine Chance, gewinnen zu können. Allerdings entwickelt er sich, mithilfe eines Splitters von Devimon, zu Dark Knightmon ebenfalls auf das Ultra-Level und ist beiden wieder deutlich überlegen. Es macht Metal Greymon kampfunfähig und durchbohrt Were Garurumon mit seinen Pfeilen, was es somit schwer verletzt. Da das Digi-Ei beginnt, in das Miasma zu fallen, riskiert Takeru sein Leben und bringt es an sich. Yamato eilt seinem Bruder hinterher. Gemeinsam drohen sie, abzustürzen. Were Garurumon, das trotz seiner Schmerzen unbedingt die Brüder retten will, erfährt durch seinen Willen eine Levelmodifikation, mit der es die Brüder und das Digi-Ei retten und den Kampf mit seinem Gegner für den Moment beenden kann. Da leuchtet das Digi-Ei auf, was Dark Knightmon zurückwirft und den Turm zerstört; anschließend schlüpft Takerus Partner Poyomon aus dem Digi-Ei. Durch die Umstände erbost, erscheint Devimon vor der Gruppe und kündigt an, Poyomon zu „erlösen“. In der Menschenwelt verschärfen sich die Störungen, sodass nun mehrere Tanker miteinander und einem der Häfen von Singapur zu kollidieren drohen. Die Partner-Digimon im Netz stellen sich den sich stetig entwickelnden Algomon und Calmaramon, das sie scheinbar besiegen.                                     |                                                         |                        |
| 23 | 闇の使者デビモン Yami no Shisha Debimon                 | 8. Nov. 2020           |
| Devimon erschafft um sich einen Miasmanebel und greift die Gruppe unaufhörlich an. Als Takeru mit dem sich entwickelnden Tokomon ein Ende dessen fordert, vollzieht Devimon durch die von den Algomon gesammelten Daten im Splitter eine Ultra-Entwicklung zu Neo Devimon. Es nutzt so seine Angriffe effektiver und verletzt die Partner-Digimon dabei mehrfach schwer. In der Menschenwelt und im Netz eskalieren die Störungen, sodass immer mehr Tanker in den Hafen zu steuern drohen, während Birdramon, Ikkakumon, Kabuterimon und Togemon aussichtslos gegen Calmaramon kämpfen. Während die Partner-Digimon im Netz sich auf das Ultra-Level entwickeln und so Calmaramon besiegen, den von ihm geschützten Datenübertragungspunkt in die Digital World zerstören und damit auch die Störungen bei Singapur beenden, wirkt sich dies ebenfalls auf Neo Devimon aus, wobei es keine Macht mehr über den Splitter beziehen kann. Metal Greymon und Were Garurumon nutzen diesen Moment, um es anzugreifen, wodurch sie seinen Körper zum größten Teil auflösen. In diesem Moment nimmt das unbeteiligte Dark Knightmon den Splitter aus der Turmruine an sich und ermöglicht Neo Devimon darüber eine Wiederkehr, wobei sich in dessen Körper neues Leben sammelt. Taichi fürchtet, dass es wie bereits Orochimon zuvor eine zweite Entwicklung vollziehen wird. |                                                         |                        |
| 24 | 終極 ダンデビモン Shūkyoku Dandebimon                   | 15. Nov. 2020          |
| Tatsächlich vollzieht Neo Devimon eine Mega-Entwicklung zu Done Devimon und verliert dadurch seinen Geist. Es greift mit Miasmaarmen die Ultra-Partner an, die auch mit ihren Modifikationen keine Chance gegen es haben. Metal Greymon und Taichi werden getroffen und mit Miasma infiziert, Were Garurumon und Yamato anschließend von Done Devimon attackiert, zu Boden geworfen und ohnmächtig. Takeru eilt mit Tokomon zu seinem Bruder und wird von Done Devimon heftig angegriffen, was nur ein von Tokomon immer schwächer werdender Schild abschirmen kann. Beim Anblick dessen und vom Miasma besessen übernimmt der Zorn die Seelen von Taichi und seinem Partner, beide gehen auf ihren Gegner los. In einer Kampfpause ergreift Done Devimon die Chance, um Taichi zu fressen. Dabei entwickelt sich Metal Greymon unvollständig zu Mugendramon auf das Mega-Level und droht, wie sein Gegner der Finsternis zu verfallen. Als Angemon schließlich beruhigend auf es einwirkt, findet Agumon in seinem Herzen die tiefe Freundschaft zu Taichi wieder und nimmt eine andere unvollständige Mega-Entwicklungsform an: die von War Greymon. Mit einem letzten Angriff vernichtet es Done Devimon endgültig und rettet Taichi. Kurz nach Ende des Kampfes beginnt der Boden unter der Gruppe zu beben. Unabhängig von der Situation in der Digital World tauchen immer mehr Algomon im Netz auf, denen die anderen Partner-Digimon nicht Herr werden, wodurch überall in der Menschenwelt Tanker kollidieren.                                                                  |                                                         |                        |
| 25 | ダイブ 次なる海へ Daibu Tsuginaru Umi e                 | 22. Nov. 2020          |
| Eldoradimon unter ihnen versinkt im Miasmasumpf und bricht durch den Boden. Es und die Gruppe fallen vom schwebenden Kontinent Cloud weit in die Tiefe. Dabei greifen sie etliche Mamemon und Big Mamemon an, wobei Erstere schwere Explosionen unter anderem auf Eldoradimon verursachen, das sich nicht wehren kann. In dem Chaos erscheinen Leomon und seine Armee, die die Gruppe abfangen und sichern. Da es geschwächt ist, droht Eldoradimon, bei einem Aufprall in das darunterliegende Meer zu sterben. Takeru möchte das verhindern, wodurch die beiden anderen Kinder und die Digimon einen Rettungsversuch unternehmen. Nachdem Leomon Eloradimons Körper in die Waagerechte gebracht hat, vernichtet seine Armee auf dessen Rücken nacheinander die Mamemon. Da sie kurz vor dem Aufprall stehen und weiterhin zu schnell fallen, entscheidet sich Taichi, die Big Mamemon als Abfederung zu nutzen. Dafür schleudern Garurumon und Greymon sie unter Eldoradimons Körper, wodurch sie einen Puffer bilden, sodass es sicher landet und die Big Mamemon platzen. In der Menschenwelt spitzt sich das Problem mit den Tankern auch politisch zu, da die Regierung der Vereinigten Staaten bei den Zwischenfällen in der Straße von Hormus einen Terrorakt nicht ausschließt und das Militär dorthin schickt. Im Netz entdecken die Partner-Digimon unzählige Zurumon, die anscheinend für die weltweiten Störungen verantwortlich sind. Während Koshiro für die Gruppe eine Lösung für die Situation sucht, stößt Hikari zu ihnen.                                           |                                                         |                        |
| 26 | 突破 海獣包囲網 Toppa Kaijū Hōimō                       | 29. Nov. 2020          |
| Koshiro erkennt, dass die Zurumon das AIS der Tanker stören und damit ein Austausch dieser über GPS verhindert wird, um Kollisionen zu verhindern. Er entschließt sich, ein Fischerboot in Yokohama zu hacken, um via dem unangetasteten GMDSS Notrufsignale abzusenden und sie von einem Tanker zum nächsten auf der ganzen Welt zu übertragen, um die Zusammenstöße zu unterbinden. Dies gelingt, wodurch auch die Vereinigten Staaten ihre Truppen abziehen. Allerdings wandern die Zurumon im Netz weiter und stehlen sich davon. Da er und die anderen befürchten, dass erneut Energie aus dem Netz in die Digital World gelangt sein könnte, entschließen sie sich zu einer Rückkehr in diese. Da meldet sich Hikari und erklärt, dass sie „gerufen“ werde. Sie alle werden in ein helles Licht gehüllt und verschwinden. Auf dem Meer in der Digital World schwimmt Eldoradimon mit den Kindern und Digimon vorwärts. Sie werden Zeugen, wie ein Seadramon ein Ebidramon frisst und sich zu einem Waru Seadramon entwickelt, das sie angreift. Nachdem die Digimon es zurückschlagen haben, ruft es ein Mega Seadramon und greift mit ihm gemeinsam an. Als der Kampf unter Wasser verlagert wird, attackiert Greymon beide Feinde physisch und mit den anderen, wodurch sie vorläufig siegen, allerdings tauchen immer mehr Feinde auf, denen sie ausgeliefert sind. Da erscheinen die anderen Kinder mit ihren Ultra-Partnern und beenden dem Kampf; damit werden auch Hikari und Taichi wiedervereint. Sie alle sehen sich nun einer Gewitterfront entgegen.                   |                                                         |                        |
| 27 | 新大陸へ Shintairiku e                                  | 6. Dez. 2020           |
| Auf ihrem Weg in die Gewitterfront erfährt Koshiro, dass die Zurumon im Netz einen Raketenstart der NASA manipulieren und deren Triebwerk explodieren lassen. Da sich die Welt und insbesondere die Vereinigten Staaten auf Ursachenforschung begeben und dabei Unmengen an Daten aufwenden, wirkt sich deren Transfer erneut auf die Digital World aus, sodass die Kinder und Digimon von Blitzen getroffen werden. Um den Kindern und ihren Digimon einen Ausweg zu ermöglichen, verspricht Leomon, sich mit seinen Gefährten um das weiterhin geschwächte Eldoradimon zu kümmern. Doch die Widerstandsgruppe versinkt mit Eldoradimon in einem Strudel. Als die Kinder und ihre Digimon unberührt davon an Land ankommen, werden sie von einer Vielzahl Tortomon angegriffen, die ihrerseits aber bald flüchten müssen, als das Ultra-Digimon Groundramon erscheint und einige von ihnen frisst, um seine Kraft zu steigern. Obwohl sie mit sechs Ultra-Digimon angreifen, hat die Gruppe keine Chance gegen ihren Feind, an dessen Körper die Angriffe abprallen. Taichi entdeckt eine Schwachstelle in Groundramons Maul und fordert die anderen auf, ihre Angriffe dorthin zu konzentrieren, was gelingt und Groundramon explodieren lässt. Als sich die Partner-Digimon zurückentwickelt haben, erscheint Dark Knightmon vor ihnen und bedroht sie. Da die anderen vom Kampf zuvor geschwächt sind, stellen sich Patamon und Takeru Dark Knightmon entgegen. Patamon vollzieht dafür eine Entwicklung auf das Champion-Level zu Angemon.                                          |                                                         |                        |
| 28 | 子供たちのサバイバル Kodomo-tachi no Sabaibaru          | 13. Dez. 2020          |
| Anders als zuvor hat es Dark Knightmon nicht auf das Heilige Digimon, sondern auf Hikari abgesehen. Angemon wehrt es ab; sie greifen sich gegenseitig an, was für sie eine Rückentwicklung um ein Level zur Folge hat. Infolge des Kampfes werden die Kinder mit ihren Partner-Digimon voneinander getrennt und finden sich über den gesamten Kontinent verteilt wieder, einzig Hikari bleibt bei Agumon und Taichi. Während sie alle sich fremden Digimon entgegensehen, schlagen überall auf dem Kontinent schwarze Blitze ein, die Getroffenen Kraft gewinnen lassen. Auch das zurückentwickelte Skull Knightmon erhält darüber das Bewusstsein zurück. Agumon, Hikari und Taichi werden von dem Ultra-Digimon Volcdramon bedroht. Metal Greymon greift es an, allerdings kann sich sein Feind mit einem Feuerschild um seinen Körper sowie dem Absorbieren der Angriffe auf sich schützen. Nach einem weiteren Blitzeinschlag auf Volcdramon steht Metal Greymon kurz vor einer Niederlage. Als Taichi unbeabsichtigt Hikaris Hand berührt, reagiert sein Digivice heftig, wodurch sein Partner erneut eine unvollständige Entwicklung zu War Greymon durchführt und Volcdramon tötet. Unmittelbar nach dem Kampf wird Hikari von einem Schleier verhüllt und verschwindet. Agumon und Taichi finden sie bei Skull Knightmon wieder. Als Taichi nach ihr ruft, hält Hikari inne und geht ohne Gegenwehr mit Skull Knightmon mit. Im Netz nutzen die Zurumon das weiterhin hohe Datenaufkommen der Menschen, die sich aufgrund des Raketenunfalls in Verschwörungstheorien verlieren. |                                                         |                        |
| 29 | 脱出 燃える密林 Dasshutsu Moeru Mitsurin                | 20. Dez. 2020          |
| Agumon und Taichi schaffen es nicht, Skull Knightmon zu folgen, das schließlich davonfliegt. Als die beiden die Verfolgung erneut aufnehmen, wird der Dschungel, in dem sie sich befinden, von mehreren Megadramon aus der Luft in Brand gesetzt, während mehrere Allomon und ein Tankdramon über den Boden einmarschieren. Die Dschungel-Bewohner, einige Woodmon, Budmon und ein Lopmon, nehmen Agumons und Taichis Hilfe an. Als Greymon kann Taichis Partner einige seiner Feinde ausschalten, jedoch erst als Metal Greymon auf Augenhöhe kämpfen. Es verlagert den Kampf auf eine Lichtung, jedoch dominieren seine Feinde um Tankdramon hier den Kampf. Als sich das Feuer im Dschungel weiter ausbreitet, wird Metal Greymon von Tankdramon getroffen und geht zu Boden. Da erscheint Sora mit ihrem Ultra-Partner. Garudamon greift Tankdramon mit seinem Shadow Wing an, wodurch die Druckwelle des Angriffs das Feuer löscht. Während Garudamon die Megadramon bekämpft, stellt sich Metal Greymon Tankdramon unter Zuhilfenahme der Woodmon und Budmon. Es greift dessen Kanonen an und vernichtet Tankdramon. Als scheinbar alle Gegner besiegt und die Dschungelbewohner sicher sind, kehren die feindlichen Digimon mit einem Parrotmon zurück und formieren sich neu. Koshiro informiert die anderen via Digivice, dass die Gefahr in der Menschenwelt und im Netz wohl entschärft ist, allerdings fallen ihm Unregelmäßigkeiten bei den Satellitenbewegungen in der Erdumlaufbahn auf, welche ihn beunruhigen.                                                          |                                                         |                        |
| 30 | 究極体ウォーグレイモン Kyūkyoku-tai Wōgureimon          | 27. Dez. 2020          |
| Nachdem sie die nächste Welle ihrer Feinde und alle Megadramon besiegt haben, verabreden die Vier, dass Piyomon und Sora mit den Dschungelbewohnern fliehen, während Metal Greymon und Taichi sich um die immer zahlreicher werdenden Allomon kümmern. Als das Parrotmon in Richtung von Sora und den anderen fliegt, macht Metal Greymon es auf sich aufmerksam, sodass sich beide im Kampf stellen. Dabei wird es von seinem Gegner zweimal zurückgeschlagen, bis ihn ein schwarzer Blitz trifft und er eine Mega-Entwicklung zu Crossmon vollzieht. Dieses landet einen schweren Angriff auf Taichi und seinen Partner, der sich zurückentwickelt und beide ohnmächtig zurücklässt, während Crossmon zu der fliehenden Gruppe fliegt. Nachdem sie erwacht sind, erinnert sich Taichi an die Geschehnisse mit Done Devimon und dass er und Agumon es gemeinsam haben besiegen können. So nehmen sie ihrerseits die Verfolgung von Crossmon auf. Agumon entwickelt sich zweimal und vernichtet erneut Allomon, als Crossmon auf es aufmerksam wird und Metal Greymon erneut schwer verletzt. Als sich alle Gegner auf sie konzentrieren, entschließen sich Taichi und sein Partner, weiterzukämpfen, wodurch Metal Greymon eine Mega-Entwicklung zu War Greymon nimmt und im Kampf alle Feinde tötet. Danach kehren beide zu Sora und den anderen zurück. Koshiro beobachtet mit Tentomon, dass die Unregelmäßigkeiten bei den Satelliten das Ziel haben, jene mit der ISS kollidieren zu lassen, damit deren Bruchstücke auf der Erde einschlagen.                                     |                                                         |                        |
| 31 | 新たな闇ミレニアモン Arata na Yami Mireniamon           | 10. Jan. 2021          |
| Durch das Erscheinen War Greymons erhält Lopmon seine Erinnerungen zurück. Es erklärt den Kindern und ihren Digimon, dass es im antiken Krieg als Cherubimon und Teil der Herrscher des Guten der Digital World gegen die Finsternis gekämpft hat. Mit den Kriegern, zu denen War Greymon sowie fünf der Partner-Digimon gehört haben, haben sie sich Millenniumon entgegengestellt, das zwar besiegt, aber nicht getötet worden ist, und seither seinen Einfluss auf die Digital World verstärkt. Als Splitter übt es seine Fähigkeiten aus, um die ebenfalls im Dschungel beheimateten Bakemon auf die Gruppe zu hetzen, weswegen Lopmon für diese einen Ausweg sucht. Die Bakemon provozieren einen Kampf und drei entwickeln sich mit den schwarzen Blitzen auf das Ultra-Level zu Metal Fantomon. Zwar kann sich Garudamon im Kampf gegen zwei durchsetzen, das dritte, das mit Metal Greymon kämpft, entwickelt sich noch einmal auf das Mega-Level zu Gokumon. Letztlich kann War Greymon auch dieses auf dem gleichwertigen Level besiegen. Zur Flucht aus dem Dschungel erweckt Lopmon mehrere Komondomon, auf denen die Gruppe davonfährt. Bevor sie sich von den Dschungelbewohnern trennen, erklärt Lopmon den Kindern und ihren Partnern, dass auch Hikari ein auserwähltes Kind und ihr Partner wie Angemon ein Heiliges Digimon ist. Koshiro indes stellt ein Szenario für den Satellitenaufprall auf die ISS an, das zum Ergebnis kommt, dass die Trümmer auf Tokio fallen werden.                                                                                       |                                                         |                        |
| 32 | 天駆ける希望 Ama Kakeru Kibō                            | 17. Jan. 2021          |
| Patamon und Takeru werden von einem Fangmon vor sich hergetrieben. Als beide kämpfen wollen, bricht Patamon vor einer Entwicklung zusammen. Bevor das Fangmon sie erreicht, werden beide von der Gruppe um Taichi auf Komondomon abgefangen und sie töten ihren Feind. Taichi mutmaßt, dass Patamon noch immer an den Folgen des Kampfes mit Dark Knightmon zu leiden habe. In Patamons Ohnmacht nimmt Lopmon Kontakt zu ihm auf und ermutigt es, mit den Kindern und ihren Partnern weiterzukämpfen. Nachdem es erwacht ist, sichert Takeru ihm zu, stets an seiner Seite zu stehen. Kurz darauf nähern sich mehrere Fangmon, hinzu kommt das stärkere Ultra-Digimon Cerberumon, das schwere Angriffe auf Komondomon fährt. Sowohl Garudamon als auch Metal Greymon können nicht verhindern, dass Sora auf Komondomon durch einen Angriff Cerberumons verletzt wird. Als zwei der Fangmon sich ihr, Patamon und Takeru nähern, stellen Letztere sich ihnen in den Weg. Patamon erkennt in dieser Lage seine tiefe Bindung zu Takeru, die sich stets füreinander eingesetzt haben. So gelingt ihm eine Entwicklung zu Pegasmon, das gemeinsam mit den anderen Partnern ihre Feinde endgültig besiegt. Während die anderen Kinder und ihre Partner weiterhin voneinander getrennt sind, berichtet Koshiro ihnen via Digivice, dass das drohende Szenario für die ISS in die Öffentlichkeit gelangt ist und sich wieder Verschwörungstheorien im Netz verbreiten, die die Datenübertragung in die Digital World erneut verstärken.                                                         |                                                         |                        |
| 33 | 夜明けのヒカリ Yoake no Hikari                          | 24. Jan. 2021          |
| An dem entfernten Ort FAGA erwarten mehrere Vademon die Wiederauferstehung von Millenniumon, das dort mit seinem Hauptsplitter liegt. Die Gruppe um Taichi gelangt indes zu einem Krater, in den ununterbrochen Blitze einschlagen, die die dortigen Splitter von Millenniumon füllen. Gleichzeitig mit ihnen erscheinen Darkmaildramon, Hikari und Skull Knightmon. Letzteres bereitet seine eigene und Hikaris Opferung vor, die Millenniumon die nötige Energie zur Wiedergeburt geben sollen. Taichi eilt mit Agumon hinzu, um seine Schwester zu retten. Skull Knightmon entwickelt sich zu Dark Knightmon und schickt Darkmaildramon sowie über seine Attacke Undead Soldier etliche Evilmon in den Kampf – Garudamon, Pegasmon, Sora und Takeru schließen sich ihren Freunden im Kampf an. Während sie ihre Feinde bekämpfen, dringt Taichi zu Hikari durch, um sie vor einer Verschmelzung mit Dark Knightmon zu bewahren; sie vollzieht diese jedoch freiwillig. In seinem Inneren nimmt sie ihren Partner Tailmon wahr und gelangt zu ihm. Taichi und War Greymon wehren Dark Knightmons Angriffe von außen ab, durchbohren es und retten darüber Hikari und Tailmon, wodurch das Ritual für Millenniumon scheitert. Koshiro entdeckt, dass die ISS sich immer mehr dem Punkt nähert, an dem sie mit den Satelliten zusammenstoßen soll. Der Antrieb eines entsendeten Sojus-Raumschiffs, das die ISS aus dieser Bewegung herausführen soll, wird jedoch aus dem Netz gestört, wofür Koshiro erneut feindliche Digimon verantwortlich macht.                                   |                                                         |                        |
| 34 | ヒカリとテイルモン Hikari to Teirumon                   | 31. Jan. 2021          |
| Die Gruppe beginnt auf Komondomon ihren Weg nach FAGA, um sich Millenniumon zu stellen. Dafür tauchen sie in ein Meer ein und gelangen über eine Strömung zu einer Unterwasserstadt. Die dortigen Einwohner nehmen sie erst als Bedrohung wahr und bekämpfen sie, bis sie Tailmons kräftestärkenden Holy Ring erkennen. Das Stadtoberhaupt Marinangemon trägt ebenfalls einen solchen und nutzt ihn zur Erhaltung der Stadtumwelt. Das Oberhaupt berichtet, dass die Stadt durch die Digimon im Meer bedroht werde, und bietet an, die Gruppe zurück zu der Strömung zu bringen, damit sie ihre Reise dort fortsetzen kann. Am nächsten Morgen bewegt sich die Stadt mit den Kindern und Digimon zur Meeresströmung, als die feindlichen Digimon angreifen. Zwar kann die Gruppe die meisten ihrer Gegner ausschalten, sind allerdings gegen ein Anomalocarimon chancenlos. Tailmon, das sich schwört, dass Hikari nie wieder einer Bedrohung ausgesetzt wird, und im Kampf zu unterliegen droht, wird von seiner Partnerin unterstützt, stets gemeinsam zu kämpfen. Als sich beide berühren, erhält Hikari ihr Digivice und Tailmon darüber die nötige Kraft für einen starken Schlag gegen Anomalocarimon, das durch zusätzliche Angriffe der anderen Partner-Digimon getötet wird. Als die Stadt die Strömung erreicht, verabschiedet sich die Gruppe von den Bewohnern und schwimmt auf Komondomon in die Tiefe. Koshiro meldet indes die ersten Satelliten-Aufschläge auf die ISS, die zuvor evakuiert worden ist.                                                                  |                                                         |                        |
| 35 | 煌くエンジェウーモン Kirameku Enjeūmon                  | 7. Feb. 2021           |
| Auf ihrem Weg in die Tiefen des Unendlichkeits-Kontinents gerät die Gruppe an mehrere Chikurimon und ein Ebidramon. Als die Partner-Digimon sich ihnen annehmen und Tailmon zum vernichtenden Schlag gegen Ebidramon ausholt, schlagen schwarze Blitze auf den Gegner ein, die Tailmon erstarren lassen. Das dadurch entwickelte Gusokumon wird schließlich von Metal Greymon getötet. Die anderen erfahren von Tailmon, dass es sich nach dem antiken Krieg zu Skull und Dark Knightmon entwickelt und Millenniumons Zwecken gedient habe. Seither fürchte es sich vor eigenen Entwicklungen. Nachdem sie ihren Weg wiederaufgenommen haben, gelangen sie in eine Höhle, in der ein Marindevimon haust und die Meeresdigimon im Sinne Millenniumons manipuliert. Es nimmt Hikari in seine Gewalt. Tailmon wird bei einer Befreiungsaktion durch dessen Miasma infiziert, wodurch es droht, erneut der Finsternis zu verfallen und eine Entwicklung zu Dark Knightmon zu vollziehen. Hikari stellt sich ihm entgegen und es gelingt ihr, Tailmon die Angst vor einer Entwicklung zu nehmen. Mit Hikari gelingt ihm die Ultra-Entwicklung zu Angewomon, das Marindevimon schließlich besiegt. In der Menschenwelt ist die ISS auf Kollisionskurs mit der Erde und Tokio, was die Menschen nicht aufhalten können. Koshiro entdeckt hingegen eine Möglichkeit und bittet Taichi aus der Ferne um Hilfe. |                                                         |                        |
| 36 | 衛星狙撃作戦 Eisei Sogeki Sakusen                       | 14. Feb. 2021          |
| Um Tokio vor dem Einschlag der ISS zu bewahren, begibt sich die Gruppe mit den dazugekommenen Koshiro und Tentomon über eine Lichtsäule, die zwei Digimon vor langer Zeit in einem Kampf geschaffen haben, um an dieser nach oben ins Netz zu fliegen. Dort wollen sie die Flugbahn der ISS stören und sie ins Meer fallen lassen. Beim Anstieg werden sie von einer Vielzahl Blade Kuwagamon angegriffen, die die Partner-Digimon empfindlich treffen und ihren Aufstieg behindern. So stellen sich Garudamon, Pegasmon und Tailmon ihren Gegnern, um Atlur Kabuterimon und Metal Greymon mit ihren Partnern ein Fortschreiten zu ermöglichen. Diese werden jedoch vom Ultra-Digimon Metallife Kuwagamon angegriffen, das mit seinen Angriffen die Partner-Digimon in Berührung mit der Lichtsäule bringt, welche sie ebenfalls verletzt. Dabei reagiert Taichis Digivice mit der Elektrizität der Säule und löst eine Mega-Entwicklung seines Partners aus, diesmal zu Blitz Greymon. Als solches ist es seinen Gegnern überlegen und besiegt sie eigenständig. Taichi drängt dafür Koshiro, allein ins Netz zu fliegen, um die ISS abzulenken. Obwohl anfangs verunsichert, stimmt er zu und gelangt dort an einen Gegenstand, der die Flugbahn der ISS nachbildet und von Zurumon besetzt ist. Atlur Kabuterimon setzt seinen Horn Buster zur Vernichtung des Objektes ein, wodurch die ISS ihre Flugbahn ändert und in die Bucht von Tokio abstürzt. Das japanische Verteidigungsministerium meldet schließlich, dass es zu keinen Todesopfern gekommen ist.                        |                                                         |                        |
| 37 | ミミちゃんウォーズ Mimi-chan Wōzu                       | 21. Feb. 2021          |
| Als Agumon und Taichi Nahrung für die anderen sammeln und eine Kokosnuss pflücken wollen, fällt deren Palme mit ihnen in einen Fluss. Piyomon und Sora schwimmen zur Rettung zu ihnen, sie können sich aber erst nach einer Weile an Land in ein Edelsteingebiet retten. Während die anderen auf Komondomon vergeblich versuchen, ihnen zu folgen, treffen die Vier auf ein Golemon, mehrere Gottsumon und Mimi mit Palmon. Sie berichten, dass ein feindliches Digimon, das in einem Schloss lebe, die Gottsumon zwinge, Edelsteine für es zu schürfen. Mimi und die anderen entschließen sich, die Gefangenen zu befreien. Während Birdramon und Sora eine Ablenkung initiieren, dringen die anderen in das Schloss ein und töten die Goburimon und Sunarizamon, die die Sklaverei betreiben. Als sie in einen Raum voller Edelsteine vordringen, treffen sie dort auf ein hungriges Gogmamon, das die steinernen Körper der Gottsumon frisst. Darüber erbost, nehmen Lillymon und Mimi den Kampf gegen es auf, allerdings wehrt ihr Feind die Angriffe ab oder sie landen schadlos an seinem Kristallkörper. Mimi und Taichi entdecken, dass Gogmamon, während es Steine frisst, die enthaltenen Diamanten nicht zu sich nehmen kann. Lillymon ergänzt seine Flower Cannon dafür mit einem Diamanten und bricht dadurch Gogmamons Körper auf. Mit einem weiteren Angriff begräbt Lillymon es und die Edelsteine unter einer Blumenwiese. Nach dem Kampf überlässt Mimi Golemon die Aufsicht über das Schloss und die Gruppe verlässt die geretteten Digimon.                          |                                                         |                        |
| 38 | 燃える 蒼き友情 Moeru Aoki Yūjō                         | 28. Feb. 2021          |
| Garurumon und Yamato finden mehrere Chibickmon und Elecmon, die durch ein Mephismon zugunsten von Millenniumon geopfert werden sollen. Nach seiner Gefangennahme und Rückentwicklung wird Gabumon an ein Kreuz gebunden und soll über ein Ritual aufgelöst werden. Yamato wird von seinem Partner getrennt und durch mehrere Troopmon verfolgt, die mit dem Erscheinen von Gomamon und Jo vertrieben werden. Die Drei überlegen sich einen Plan, um Gabumon zu befreien. Dafür schießt Ikkakumon mit seinem Harpoon Vulcan Hörner in den Felsen, auf dem Mephismon mit dem Splitter weilt, damit Yamato auf diesen hochsteigen kann. Er wird dabei von einem Salamandamon attackiert, während Ikkakumon und Jo von den zurückgekehrten Troopmon belagert werden. Aus den Lehrbüchern in seiner Tasche, und weil Mephismon die Digimon über eine solche kontrolliert, kreiert Jo mit Inhalten aus verschiedenen Wissenschaften eine zusammenhanglose Spruchformel, die die betroffenen Digimon ruhigstellt oder flüchten lässt. Yamato nutzt dies, um sich Gabumon zu nähern, allerdings wird auch er von Mephismons Ritual erfasst. Unter Schmerzen gelingt ihm der Zugang zu Gabumon und erkennt dabei, dass sein Partner sein „allererster Freund“ ist, und sein Digivice bricht dadurch das Ritual ab. Gemeinsam kämpfen sie gegen Mephismon, das schließlich durch Were Garurumon mitsamt dem Splitter vernichtet wird. Kurz nach dem Kampf treffen die anderen sechs Kinder und Digimon ein, wodurch sie alle wiedervereint werden.                                                 |                                                         |                        |
| 39 | ジャガモン ポテト地獄 Jagamon Poteto Jigoku             | 7. März 2021           |
| Gemeinsam erreicht die Gruppe eine Raststätte, an der Tailmon sich Erholung vor dem nächsten Teil ihrer Reise erhofft. Während Komondomon von dem angesammelten Schmutz an seinem Körper durch die Blasen eines Lunamons gereinigt wird, suchen die anderen ein Restaurant auf, das von einem Burgamon geleitet wird sowie Hamburger und Fritten serviert. Jo, dem Letztere das liebste Fast Food sind, freundet sich mit einem Potamon an, das seine Liebe zu dem Essen teilt. Als Burgamon erklärt, ab morgen keine Fritten mehr anzubieten, da keine ausreichende Nachfrage bestehe, ist Potamon enttäuscht und rennt allein in den umliegenden Wald. Von Trauer übermannt, entwickelt es sich dort auf das Ultra-Level zu Jyagamon, das wütend zur Raststätte zurückkehrt und dort die Kinder und Digimon mit explodierenden Kartoffeln aus seinem Körper attackiert. Als Jo mitgenommene Fritten zufällig vor Jyagamon fallen lässt und es essen sieht, erkennt er Potamon wieder und möchte ihm helfen. Nachdem sie die Gefahr durch die explodierenden Kartoffeln mit den Blasen an Komondomons Körper gebannt haben, schießt Angewomon einen Holy Arrow auf Zudomons Hammer, mit dessen Hilfe Jo einen Schlag auf Jyagamon ausführt und ihn zur Besinnung kommen lässt. Nach dem Kampf entschließt sich Burgamon, mit den herumliegenden Kartoffeln sein Angebot zu erweitern und doch weiterhin Fritten anzubieten, was auch Jyagamon freut. Die Gruppe setzt anschließend ihre Reise nach FAGA auf Komondomon fort.                                                            |                                                         |                        |
| 40 | 決めろ!必殺シュート Kimero! Hissatsu Shūto              | 21. März 2021          |
| Bei einer Pause der Gruppe, als einige der Freunde Fußball spielen, beobachten sie, wie sich eine Insel in der Luft auf sie zubewegt. Als von dort leckere Früchte herunterfallen, möchte Agumon weitere für die Gruppe sammeln. Gemeinsam mit Birdramon, Sora und Taichi macht es sich auf, die anderen bleiben am Boden. Oben entdecken sie mehrere Flymon, die die Bewohner der Insel, Pomumon, entführen. Ein befreites Pomumon berichtet, dass die Bewohner von einem Toropiamon in Früchte verwandelt und nach Reifung gefressen werden. Sie entschließen sich, die Pomumon zu retten. Als Birdramon und Metal Greymon ihre Feinde angreifen und fast alle Flymon vernichten, werden Metal Greymon und Taichi in Früchte verwandelt. Während Garudamon nun allein und ohne Erfolg gegen Toropiamon kämpft, machen sich Sora und das verbliebene Pomumon an die Rettung der beiden, werden allerdings von einem Flymon angegriffen. Sora sorgt dafür, dass Pomumon die Bewohner befreien kann, und lenkt Flymons Aufmerksamkeit auf sich. Dabei erinnert sie sich an ein früheres Fußballspiel mit Taichi und fasst neuen Mut, ihre Freunde zu retten. Die zurückverwandelten Pomumon kehren wieder und besiegen Flymon, Sora befreit ihre Freunde und gemeinsam vernichten sie Toropiamon. Nach dem Kampf, und als Dank der Pomumon, verlässt die Gruppe die Insel mit gesammelten Früchten. |                                                         |                        |
| 41 | 霧のもんモンパーク Kiri no Mon Mon Pāku                 | 28. März 2021          |
| Nachdem die Kinder auf ihrer Reise einen Berg erklommen haben, ruhen sie sich aus. Bei der Essenssuche im nebligen Wald stoßen Gabumon, Patamon, Takeru und Yamato auf einen Freizeitpark namens „Mon-Mon-Park“. Dort werden sie von Opossummon begrüßt und zum Zeitvertreib überredet. Als sie ein verletztes Xiaomon entdecken, stellt sich Opossummon als feindselig vor. Von gesteuerten Luftballon-Monstern eingekesselt, greifen die Kinder mit Garurumon und Pegasmon an. Infolge des Kampfes werden die Brüder im dichten Nebel durch Stimmen voneinander weggelockt. Pegasmon und Takeru erfahren von Xiaomon, dass die Digimon in diesem Park durch Beihilfe von Opossummon und mehreren Bakemon von Monzaemon verschlungen werden. Nachdem Xiaomon wieder gefangen und verschlungen worden ist, gibt sich Monzaemon als das Ultra-Digimon Waru Monzaemon zu erkennen. Pegasmon und Takeru lassen sich verschlingen, um die vielen Frimon, Puroromon und Xiaomon zu befreien. Were Garurumon und Yamato sehen das und greifen ihren Feind an. Im Inneren schafft Patamon es, sich mithilfe der Hoffnung der Verschlungenen wieder zu Angemon zu entwickeln, und befreit alle. Gemeinsam können alle ihre Feinde besiegen. Die Kinder und ihre Partner-Digimon machen sich weiter auf die Suche nach Essen, während die befreiten Digimon den Park übernehmen. |                                                         |                        |
| 42 | 発明王ガーベモン Hatsumeiō Gābemon                      | 4. Apr. 2021           |
| Agumon, Koshiro, Taichi und Tentomon gelangen allein zu einem Schrottplatz, wo sie auf ein Gerbemon und Choumon treffen, die aus den Materialien, die über die schwarzen Blitze vom Himmel gefallen sind, Dinge herstellen und erforschen. Gerbemon ist angetan von Koshiros technischen Geräten und hört über sie von Millenniumon. Es lädt sie in sein Labor ein, um mehr zu erfahren. Auf dem Weg dorthin werden die Sechs von einem Raremon angegriffen, das Greymon und Kabuterimon erfolglos angreifen und sich kurz darauf zurückzieht. Gerbemon gibt anschließend zu, dass Raremon viele andere Choumon getötet hat und es dem ein Ende setzen will, indem es mit einer selbstgebauten Bazooka auf Raremon schießt und es dadurch einfriert. Als die Gruppe Raremon gegenübertritt, missglückt Gerbemons Versuch; stattdessen gerät Raremon an die Energie der schwarzen Blitze und entwickelt sich zu Rareraremon, die Angriffe der Ultra-Partner bleiben auch bei ihm ergebnislos. Als Gerbemon erklärt, dass Raremon zuvor eine Menge Öl zu sich genommen hat, greift Koshiro auf ein Bindemittel für Tempura-Öl zurück. Er lässt Rareraremons Körper damit füllen, anschließend erst erhitzen und dann abkühlen, und schaltet es so aus. Nach dem Kampf entwickelt sich das Choumon zu Searchmon und setzt mit Gerbemon die Forschung fort, während die anderen Vier den Schrottplatz verlassen. |                                                         |                        |
| 43 | 激突 キング・オブ・デジモン Gekitotsu Kingu obu Dejimon | 11. Apr. 2021          |
| Tailmon befürchtet, dass sich die Gruppe verirrt hat, da es den Weg zurück nach FAGA nicht mehr nachvollziehen kann. Kurz nachdem Koshiro einen von Gerbemons Schrottplatz mitgenommenen Datenträger an seinen Convertible angeschlossen hat, wird die Gruppe von einer Schallwelle erfasst. Das Gerät fällt aus und die Partner-Digimon bewegen sich unkontrolliert. Die Gruppe stößt auf die beiden Digimon Etemon und Volcamon, die beide für sich beanspruchen, der King of Digimon zu sein. Sie führen zur Ermittlung dieses Titels einen Musikwettbewerb durch, dessen Schall die Partner-Digimon kampfunfähig werden lässt. Die beiden Kontrahenten werden auf die Gruppe aufmerksam und wollen sie besiegen, um darüber den Titelträger auszumachen. Die Entwicklungsschritte auf das Champion- und Ultra-Level der Partner bleiben weitgehend erfolglos und die Schallwellen sorgen für Rückentwicklungen. Mimis und Palmons Versuch, den Kampf zu beenden und die Konkurrenten gegeneinander kämpfen zu lassen, endet in einem Battle-Rap der Kontrahenten und noch intensiveren Schallwellen. Palmon greift aktiv in den Streit ein und entwickelt sich zu Ponchomon, das die Auseinandersetzung beherrschen und beenden kann. Nach dem Kampf wendet sich die Gruppe von den Kontrahenten ab und Koshiro lädt die Informationen vom Datenträger erneut auf. Darüber wird ihnen der ursprüngliche Pfad nach FAGA ersichtlich, den sie einschlagen. |                                                         |                        |
| 44 | ヒカリと動く森 Hikari to Ugoku Mori                     | 18. Apr. 2021          |
| Nach einer längeren Reise auf offenem Gelände erreicht die Gruppe einen Wald, der sich als der Rücken des als legendäres Digimon bezeichneten Petaldramons herausstellt. Dieses ist Opfer von Befall durch schwarze Käfer, die bereits im Umland die Vegetation gefressen haben und nun seinen Rücken angreifen. Die Partner-Digimon attackieren die Käfer und vertreiben sie. Anschließend trifft die Gruppe auf ein Muchomon und zwei Puwamon, die berichten, dass sie durch den Befall ihren Lebensraum verloren haben und seitdem auf Petaldramon leben, das sich schon länger gegen ihre Feinde wehrt. Insbesondere Hikari ist von der Situation berührt und möchte Petaldramon helfen. In der Nacht bewegt dieses sich zu dem Käferschwarm. Dort erscheint Entmon, das diesen lenkt. Während die Gruppe außer Hikari und Tailmon gegen die Käfer kämpft, verschließt Entmon die anderen unter einer Kuppel. Darin kämpft es direkt gegen Petaldramon und verwundet es tödlich. Hikari ist bei dem Anblick von Trauer erfüllt und ruft nach ihrem Partner, der als Angewomon mit seiner Saint Air Petaldramon die nötige Kraft gibt, Entmon und sich selbst unter Pflanzen zu begraben, wodurch beide sterben. Nach dem Kampf breiten sich von den beiden starren Körpern neue Pflanzen in die Umgebung aus, die den bis dahin vertriebenen Digimon einen neuen Lebensraum erschaffen. |                                                         |                        |
| 45 | 起動 メタルガルルモン Kidō Metarugarurumon              | 25. Apr. 2021          |
| Ein Machmon zieht allein auf einer Rennstrecke seine Kreise. Als die Gruppe an diese gelangt und Gabumon die Gegebenheiten sieht, will es als Garurumon mit Yamato auf seinem Rücken gegen Machmon antreten. Dieses rät ihnen davon ab, trotzdem besteht Garurumon auf dem Duell. Kurz nach dem Beginn greift Machmon die beiden an und verursacht einen Unfall, der durch Garurumons Eingreifen noch glimpflich endet. Es stellt sich heraus, dass auf der Rennstrecke der Digital World Grand Prix stattgefunden hat, an dem Digimon unter Einsatz ihres Lebens teilgenommen haben; Machmon ist der letzte verbliebene Teilnehmer. Gabumon fordert es zu einer Wiederholung des Rennens auf, ohne dabei ihre Leben zu riskieren. Während des Rennens und nach erneuten Angriffen Machmons wird ersichtlich, dass es fremdgesteuert handelt und von einem Parasimon befallen ist, das Machmons Kräfte stärken soll, aber tatsächlich seinen Geist übernehmen will. Im Kampf, und obwohl Machmon sie anfleht, zu fliehen, bestehen Were Garurumon und Yamato darauf, Parasimon zu besiegen. So gelingt Yamatos Partner die Mega-Entwicklung zu Metal Garurumon, das Parasimon aus dem Körper entfernt und vernichtet. Machmon, das mit hoher Geschwindigkeit in eine Steilkurve fährt, um von der Fahrbahn abzukommen und sein Leben zu beenden, wird von Metal Garurumon aufgefangen und in Sicherheit gebracht. Letztlich begeben sich die Drei zur Ziellinie und überschreiten sie zur selben Zeit.                                                                                   |                                                         |                        |
| 46 | 希望の聖剣 Kibō no Tsurugi                              | 2. Mai 2021            |
| Da Jo eine runde Figur mit Auge am Himmel entdeckt hat, legen die Freunde eine Pause sein. Dabei werden sie von dem Teilkörper eines Sephirothmon angegriffen, der die Hälfte der Gruppe in sich aufnimmt, die andere entkommt auf Komondomon und attackiert es von außerhalb. Sephirothmon stiehlt die Daten aus den Körpern von Agumon, Gabumon und Tentomon, um die Digimon und ihre Partner in sich mit Kopien von Digimon zu konfrontieren, die sie bereits bekämpft haben. Als auch Angemon gescannt wird, erscheint Devimon vor Takeru und ihm, allerdings als fast realer Körper mit eigenem Bewusstsein. Es stellt sich heraus, dass Devimon ein Erzeugnis Angemons ist, das während dessen Gefangenschaft entstanden ist. Devimon erklärt Angemon, dass es Takeru und die anderen beseitigen müsse, um sein volles Potential auszuschöpfen. Im Kampf mit ihm überfällt es Angemons Körper und will eine Entwicklung Angemons zu Neo Devimon erzwingen sowie dessen Partner töten. Takeru widersetzt sich der Situation und entgegnet, dass er Angemon vertraue und Devimon niemals die Oberhand über es gewinnen werde. Daraufhin löst sich Devimons Einfluss und Angemon entwickelt sich auf das Ultra-Level zu Holy Angemon. Es zerstört Devimons Körper und schneidet Sephirothmon auf, wodurch die Gruppe entkommen kann. Während Devimon weiterhin in Takerus Partner verbleibt, sammelt Sephirothmon die beschädigten Kampfdaten auf und bringt sie nach FAGA, wo Millenniumon mit diesen seine Wiedergeburt vorantreiben will.                                          |                                                         |                        |
| 47 | 荒野の悪党たち Kōya no Akutōtachi                       | 9. Mai 2021            |
| Während einer Rast in der Nacht fällt Agumon und Taichi auf, dass Gomamon und Jo verschwunden sind. Die beiden gelangen an eine Wasserquelle, die von einem Nohemon bewacht wird. Es berichtet, dass Gomamon und Jo jeweils von einer rivalisierenden Schurkengruppe gefangen genommen worden sind, die um die Wasserquelle streiten. Nohemon selbst ist seit einem Angriff der Schurken auf seinen linken Arm nicht mehr kampffähig. Taichi und Nohemon befreien Jo aus jener Gruppe, die von einem Gaossmon und Tyranomon angeführt wird. Während die Drei fliehen, versucht Agumon, seinen Freund Gomamon zu retten. Dafür richtet es Chaos unter den Schurken an, die von einem Atamadekachimon und Minidekachimon kontrolliert werden, und flüchtet mit ihm. Agumon und Gomamon sowie Jo, Nohemon und Tachi laufen aufeinander zu, während sie von den Rivalen verfolgt werden. Dadurch entsteht ein direkter Kampf der Gruppen. Greymon und Ikkakumon greifen in die Situation ein und attackieren die Anführer. Nohemon bittet darum, den entscheidenden Schlag gegen Gaossmon und Tyranomon selbst auszuführen. Anschließend wird Gaossmon in das Maul von Atamadekachimon geschleudert und zusammen mit Minidekachimon verschluckt, wodurch der Kampf der rivalisierenden Gruppen endet. Anschließend übernimmt Nohemon wieder die Kontrolle über die Wasserquelle und die Freunde kehren zu Komondomon zurück. |                                                         |                        |
| 48 | ムゲンドラモンの襲撃 Mugendoramon no Shūgeki            | 16. Mai 2021           |
| Nach ihrer langen Reise erreichen die Freunde den Zugang nach FAGA. Sie werden von Leomon und Lopmon kontaktiert, als über der Gruppe der schwebende Kontinent Cloud erscheint. Aus dem Inneren von FAGA hetzen die Vademon ein Mugendramon auf die Freunde, das aus den gewonnenen Daten und auf Wunsch Millenniumons erschaffen worden ist. Es visiert zusätzlich Cloud an und beschießt dessen Unterseite stetig mit seinen Kanonen. Obwohl sich alle acht Ultra-Partner an ihrem Feind versuchen, können sie Mugendramon keinen Schaden zufügen. Die Hälfte von ihnen wird besiegt, Mugendramon sammelt parallel Daten aus dem Kampf auf. Erst als Metal Garurumon und War Greymon in den Kampf gehen, gelingt es, Mugendramon zu bremsen. Allerdings kann es sich aus der Situation befreien und wirft eine Gaia Force von War Greymon zusätzlich mit seinen Angriffen auf es zurück. Bevor Taichi und War Greymon davon tödlich getroffen werden, reagiert Hikaris Digivice und über Angewomon können sie dem Angriff entkommen. Taichi beschließt, nun mit War Greymon allein gegen Mugendramon zu kämpfen, damit die anderen an ihm vorbei nach FAGA absteigen können. Die Kontrahenten fügen sich schwere Verletzungen zu, bis Mugendramon vermeintlich kampfunfähig ist. Auf Anweisung der Vademon aktiviert es jedoch seinen Overload-Modus und schießt seinen Teilkörper mit den beiden Freunden auf sich gen Clouds Unterseite, was dort zu einer Explosion führt, die die Gruppe am Boden mitansieht.                                                                      |                                                         |                        |
| 49 | 邪神降臨ミレニアモン Jashin Kōrin Mireniamon            | 23. Mai 2021           |
| Die Freunde sind fassungs- und ratlos ob des Schicksals von Taichi und War Greymon. Vor ihnen steigt Millenniumons Splitter mit Sephirothmon und den Vademon aus der Tiefe herauf. Aus Cloud setzt sich dunkle Energie frei, die Sephirothmon nutzt, um seine Daten umzuwandeln und den unvollständigen Körper eines Chimairamons zu bilden. Um die Prozedur aufzuhalten, steigen Koshiro, Sora und Yamato mit ihren Partnern in die Höhe, um ihre Feinde zu bekämpfen. Metal Garurumon muss sich gegen das aus Chimairamon entstandene Mega-Digimon Griffomon erwehren, während Atlur Kabuterimon und Garudamon gegen die Vademon kämpfen. Am Boden steht insbesondere Hikari mit der Sorge um ihren Bruder unter Schock. Mimi tröstet sie und versucht, Hikari an die gemeinsame Zeit mit Taichi, als sie jünger gewesen sind, zu erinnern. Diese schöpft daraus neuen Mut und bastelt mit Mimi Ansteckblumen, um sie Taichi und War Greymon nach ihrer Rückkehr zu überreichen. Atlur Kabuterimon, Garudamon und Metal Garurumon, nachdem sie Griffomon besiegt und die Vademon zurückgeschlagen haben, unternehmen einen gemeinsamen Angriff auf den Splitter, der allerdings wirkungslos bleibt: Chimairamon wird absorbiert, der Splitter explodiert und aus ihm entsteigt Millenniumons neuer Körper. Als es seine Macht entfalten will, steigt aus dem Boden ein Feuer auf, aus dem War Greymon wiederhergestellt tritt. |                                                         |                        |
| 50 | 終結 究極の聖戦 Shūketsu Kyūkyoku no Seisen             | 30. Mai 2021           |
| Millenniumon zieht die Kinder und ihre Digimon mit Ausnahme von Taichi und War Greymon in eine Sphäre in seinem Maul, um sie darin auf ewig einzusperren. Von außen probieren die beiden verbliebenen Freunde, die anderen zu retten, und scheitern an ihrem deutlich stärkeren Feind. Von innen versuchen die anderen, aus ihrem Gefängnis zu entkommen, und verzögern damit Millenniumons Vorhaben. Nach einer erneuten Attacke werden Taichi und War Greymon von Millenniumon schwer getroffen und fallen bewusstlos unter Wasser. Als die Freunde in der Sphäre nach Taichi rufen, reagieren die acht Digivices, was War Greymon über einen dritten Angriff ermöglicht, die Sphäre aus Millenniumons Maul zu lösen, was die anderen befreit. Darüber gelingt Holy Angemon sowie Angewomon die Mega-Entwicklung zu Goddramon bzw. Holydramon, die nun mit Millenniumon auf Augenhöhe kämpfen. Sie ringen es nieder, das allerdings eine weitere Entwicklung nimmt zu einem noch größeren Körper und mehr Macht. Taichi und War Greymon fliegen zu diesem und bilden eine Gaia Force, um ihren Feind anzugreifen. Von überall aus der Digital World erheben sich Licht und Datenfragmente, die War Greymons Attacke gemeinsam mit den acht Digivices an Kraft gewinnen lässt. War Greymon wirft seine erstarkte Gaia Force schließlich auf seinen Feind ab und vernichtet ihn endgültig. Nach der Schlacht kehren die Freunde auf den Boden zurück, anschließend erhalten Agumon und Taichi ihre Ansteckblumen.                                                                        |                                                         |                        |
| 51 | 紋章に隠された謎 Monshō ni Kakusareta Nazo              | 6. Juni 2021           |
| Die Kinder und ihre Digimon entspannen in dem Glauben, die Digital World von der Gefahr der neuen Finsternis befreit zu haben. Über Koshiros Convertible nimmt Gerbemon mit den Freunden Kontakt auf und bittet sie, zu einem riesigen Baum zu kommen, an dem alle relevanten Daten der Digital World gesammelt werden. Dort wird die Gruppe von dem Leiter der Einrichtung, Wisemon, in einen Raum geführt, in dem Monolithen mit den Symbolen schweben, die die Kinder auf ihren Digivices tragen. Wisemon erklärt, dass diese Wappen ein Instrument sein sollen, die Große Katastrophe, die der Digital World weiterhin droht, aufzuhalten. Aus dem Netz heraus entsendet ein Wesen mit einem Auge erneut Soundbirdmon und lässt auf dem Baum ein Burpmon fallen, das alle möglichen Daten auffrisst und darüber wächst. Die Angriffe der Partner-Digimon bleiben wirkungslos und steigern ebenfalls Burpmons Kräfte. Um es aufzuhalten, lässt Koshiro durch die Partner- und anderen Digimon unzählige, nutzlose Daten, die im Baum gelagert werden, herschaffen und füllt damit Bulpmon, das sich daran überfrisst und nach einem gemeinsamen Angriff von Atlur Kabuterimon und Metal Greymon platzt. Nach dem Kampf erhalten die Kinder Kompass-Animationen auf ihren Digivices, die sie in unterschiedliche Richtungen leiten. Erneut trennt sich die Gruppe, um den Hinweisen nachzugehen und mehr über die Wappen zu erfahren. |                                                         |                        |
| 52 | 天舞 ホウオウモン Tenbu Hōōmon                          | 13. Juni 2021          |
| Agumon, Piyomon, Sora und Taichi fliegen in zwei Mechanorimon auf eine Insel mit einem Vulkan zu, als dieser plötzlich mit Dampf erupiert und sie abstürzen. Ihr Aufprall wird von einer Gruppe Digimon unter der Führung eines Junkmons abgefedert, die sich mit Vorsichtsmaßnahmen auf einen Lavaausstoß vorbereiten. Die Freunde erklären sich bereit, daran mitzuarbeiten, und bauen Wälle auf. Dabei kommt es zu einem Ausbruch von Asche und Gestein und Piyomon wird unter Baumaterialien verschüttet. Nach seiner Befreiung wird deutlich, dass es verletzt ist und nicht mehr arbeiten kann. Als es wieder in die Arbeiten einsteigen will, kommt es zum Streit mit Sora und sie trennen sich. Nach einiger Zeit entscheidet Sora, sich bei Piyomon zu entschuldigen, als es zu dem erwarteten Lavaausbruch kommt und die Kinder und Digimon flüchten müssen. Während Metal Greymon und Taichi die anderen Digimon außer Gefahr bringen, finden Piyomon und Sora wieder zusammen und versuchen, den Lavastrom so lange wie nötig aufzuhalten. Dabei werden sie von einer Lavawelle erfasst. Darunter beteuern sie ihr Vertrauen zueinander und Garudamon gelingt die Mega-Entwicklung zu Hououmon. Es sorgt dafür, dass die Lava abkühlt und erstarrt, der Vulkan ist danach inaktiv. Junkmon kündigt an, mit den anderen Digimon zu den heißen Quellen zu gehen, bei denen unter anderem Hikari sich aufhält. Während Agumon und Taichi, dessen Kompass sich seit jeher nur dreht, den Digimon folgen, trennen sich Birdramon und Sora von den anderen.                        |                                                         |                        |
| 53 | ゲコ温泉の乱 Geko Onsen no Ran                          | 20. Juni 2021          |
| Um Patamon und Tailmon nach dem Kampf gegen Millenniumon Erholung zu verschaffen, reisen Gomamon und Jo mit deren Partnern zu den heißen Quellen, wo sie bereits gebadet haben. Sie finden das Gelände allerdings ausgetrocknet und vereist vor und treffen auf mehrere Gekomon und ein Kabukimon, die die Gruppe zu einem Herrenhaus bringt, wo es noch eine intakte Quelle gebe. Dies stellt sich als Falle heraus; tatsächlich ist der Hausherr, ein Tonosama Gekomon, auf eine „Braut“ aus, mit der es zusammenleben will, dafür Gomamon auswählt und die anderen aus dem Anwesen verjagt. Draußen fassen Jo und die anderen einen Plan, Gomamon zu befreien. Sie treffen auf Blossomon und die Nanimon, die ebenfalls in den Quellen gebadet haben, auch Agumon, Taichi und Junkmon schließen sich an. Sie füllen eine der versiegten Quellen mit warmem Wasser und locken die gegnerischen Digimon an. Dabei kann sich Gomamon befreien, wird aber als Ikkakumon wieder von Tonosama Gekomon gefangen, das sich in das Wasser setzt. Ikkakumon und die verbündeten Digimon lassen die Quelle mit Schnee füllen und kühlen sie herunter, sodass Tonosama Gekomon kampfunfähig wird. Nachdem Metal Greymon die Diener des Hausherren besiegt hat, beendet Zudomon den Kampf gegen Tonosama Gekomon. Anschließend nehmen Blossomon und die Nanimon die Quellen wieder in Betrieb und gewähren auch den Herrenhaus-Bewohnern Zugang. Patamon sowie Tailmon nehmen ebenfalls ein Bad und entspannen.                                                                                    |                                                         |                        |
| 54 | さすらいの戦鬼リベリモン Sasurai no Senki Riberimon     | 27. Juni 2021          |
| Metal Greymon und Taichi, die sich von den anderen getrennt haben, werden auf Cloud von einer Schar Giromon umzingelt, die ein Cutemon bedrohen. Währenddessen erscheint das Ultra-Digimon Rebellimon, das sich allein den feindlichen Digimon annimmt und sie besiegt. Nach dem Kampf zeigt sich Rebellimon abweisend und kehrt den Drei den Rücken. Cutemon berichtet, dass sich in dieser Gegend eine Menge aggressive Digimon angesiedelt hätten, gegen die unter anderem Rebellimon antrete. So habe es in der Vergangenheit gegen das Mega-Digimon Boltmon gekämpft und sei verletzt und von Cutemon geheilt worden. Die Drei bemerken einen Kampf zwischen Rebellimon und mehreren Boarmon und Giromon. Nachdem Greymon sie mit Taichi besiegt hat und es Abend geworden ist, kehrt Boltmon zurück. Rebellimon stellt sich ihm allein und wird schwer verwundet zurückgestoßen. Als sich Cutemon ihrem Feind entgegenstellt, wird es von Boltmon fast zertreten, doch von Rebellimon noch gerettet. Cutemon nutzt seine Kräfte und heilt Rebellimons Wunden, das den Kampf erneut aufnimmt und Boltmon tötet. Am nächsten Morgen entscheidet sich Cutemon, das Gebiet gemeinsam mit Rebellimon zu verlassen, das neue Gegner für einen Kampf sucht. Nachdem diese sich entfernt haben, fühlen sich Agumon und Taichi an Ogremon erinnert, verwerfen den Gedanken, dass es sich um das gleiche Digimon handeln könnte, aber. Stattdessen setzen sie ihre Reise fort, wobei Taichis Kompass nun eine Richtung anzeigt.                                                              |                                                         |                        |
| 55 | 狙われたデジモン学校 Nerawareta Dejimon Gakkō           | 4. Juli 2021           |
| Auch Mimi sowie Palmon kehren nach Cloud und zu den Tanemon zurück. Dort ist eine Schule gebaut worden, in der Digimon von einem Babamon trainiert werden. Die beiden lassen sich von diesem zu einem Training überreden. Während Palmon sich mit der Zeit bessert, wird Mimi wie ein Digimon behandelt und scheitert in den Übungen. In der ersten Nacht wollen sich die beiden davonstehlen und treffen auf ein Jijimon, das ihnen erklärt, dass Babamon der Auffassung sei, bei einem Digimon, das es bis aufs Mega-Level gebracht hat, versagt zu haben, und deswegen hart trainieren lasse. Mimi und Palmon entscheiden, das Training abzuschließen; zu ihnen gesellen sich Agumon und Taichi. Kurz darauf erscheint jenes Mega-Digimon, Banchomamemon, mit mehreren Big Mamemon und Mamemon, um sich bei seinem alten Lehrer zu beweisen. In den Kampf zwischen den beiden schaltet sich Mimis Partner ein und lenkt die Aufmerksamkeit ihres Gegners auf sich. Mimi weist Banchomamemon darauf hin, dass es auf dem Irrweg sei, und spornt Lillymon an, zu zeigen, was es im Training gelernt habe. Daraufhin entwickelt es sich auf das Mega-Level zu Rosemon, das Banchomamemon besiegt und über seine Forbidden Temptation von dessen schlechten Gedanken befreit. Nachdem auch dessen Begleiter besiegt worden sind, kehrt Banchomamemon ins Training zurück. Mimis Kompass dreht sich im Kreis und projiziert ihr Wappen, woraufhin Koshiro sich meldet und denkt, dass sie ihrer Reise ein weiteres Stück nähergekommen sei.                                                |                                                         |                        |
| 56 | 三日月の金狼 Mikazuki no Kinrō                          | 11. Juli 2021          |
| Des Nachts werden Gabumon und Yamato von einem Zanbamon verfolgt und angegriffen. Nachdem ihnen drei Digimon zur Hilfe gekommen sind, werden zwei von ihnen durch Zanbamon getötet. Garurumon flüchtet mit Yamato und dem Überlebenden, Storabimon, vor ihrem Feind. Als es dämmert, löst sich Zabanmon auf. Die Drei kehren bei einer Höhle ein, in der sich Digimon verstecken, die Opfer von Zabanmons Angriffen geworden sind. Da Zanbamon nur nachts erscheint, wollen sich Gabumon und Yamato ihrem Feind erneut stellen. Zu ihnen kommen Metal Greymon und Taichi, allerdings richten auch die Partner-Digimon auf dem Mega-Level keinen Schaden an ihrem Gegner an. Nach Sonnenaufgang berichtet Koshiro, dass Zanbamons Seele vor langer Zeit von einem goldenen Schwertkämpfer, gegen den es gekämpft hat, teilweise eingesperrt worden ist und seitdem die Gegend terrorisiert. Gabumon und Matt machen sich mit Storabimon auf die Suche nach der Waffe des Schwertkämpfers und finden sie; Gabumon möchte anschließend mithilfe des Schwertes erneut gegen Zanbamon antreten. In der folgenden Nacht kommt es erneut zum Kampf. In diesem reagiert Yamatos Digivice mit dem Schwert und Were Garurumon gelingt eine neue Mega-Entwicklung zu Cres Garurumon, das Zanbamon verletzen und schließlich töten kann. Nachdem die Sonne wieder aufgegangen ist, bleiben Gabumon und Yamato bei den Vertriebenen, während Taichi mit Agumon weiterzieht. |                                                         |                        |
| 57 | 破滅からの接触 Hametsu Kara no Kontakuto                | 18. Juli 2021          |
| An den heißen Quellen haben sich Patamon und Tailmon inzwischen erholt, als Agumon und Taichi ihre Reise mithilfe von drei Honeybeemon aus Wisemons Forschungsteam fortsetzen. Auf dem Weg werden sie von einem Algomon-Auge erfasst und Agumon und Taichi von diesem in eine geschlossene Sphäre gezogen. Dort treffen sie auf etliche Algomon, die sich vom Ausbildungs- bis auf das Champion-Level entwickeln, eines bis aufs Ultra-Level. Dieses nimmt direkt Kontakt zu den Freunden auf und kündigt ein Experiment an den beiden an: Während eines Ablenkungsmanövers für Agumon lassen die Algomon Taichi dutzendfach kopieren und fesseln. Das Ultra-Algomon droht, die Taichis so lange zu würgen, bis der echte stirbt. Agumon versucht, seinen Partner zu befreien, scheitert allerdings daran und wird verletzt. Da die Taichis jeweils unterschiedliche Charakterzüge zeigen, erinnert sich Agumon daran, dass der echte Taichi seinen Mut nicht verlöre, und räumt mit einer Stoßwelle die Kopien aus dem Weg. Nachdem es den echten Taichi befreit hat, entwickelt es sich bis aufs Mega-Level, tötet die Algomon und zerstört die Sphäre. Anschließend stellt sich das Ultra-Algomon den beiden und erklärt, dass es die nötigen Daten aus dieser Situation gewonnen habe und an seinen Schöpfer weitergebe, und kehrt ins Netz zurück. Taichi vermutet, dass dies zur Großen Katastrophe beitragen werde. |                                                         |                        |
| 58 | ヒカリ 新たな命 Hikari Aratana Inochi                   | 25. Juli 2021          |
| Hikari, Patamon, Tailmon und Takeru kehren auf Komondomon an das Grab von Entmon und Petaldramon zurück, wo sich inzwischen ein dichter Wald gebildet hat und den vertriebenen Digimon eine neue Heimat bietet. Auf einer Lichtung entdecken die Freunde ein Nest mit Digi-Eiern, wovon eines kalt und regungslos ist. Hikari verbindet es mit einem Halstuch, um es zu wärmen, als Agumon und Taichi zu ihnen kommen. Tailmon bittet die Waldbewohner, die Gruppe zum Fundort dieses Digi-Eies zu bringen. In einem dunklen, kalten Teilstück des Waldes gerät die Gruppe an mehrere Soulmon, die das Gebiet heimsuchen und Digi-Eier schädigen. Nachdem sie vorerst verjagt worden sind, bittet Tailmon die anderen, alle Digi-Eier im Wald aufzusammeln, während es mit Hikari die Soulmon beschäftigt. Nach kurzer Zeit stoßen sie auf ein Skull Baluchimon, das den Wald mit den Soulmon schändet. Angewomon versucht, die Gegner zu besiegen, scheitert allerdings an der Zusammenarbeit seiner Feinde. Stattdessen werden es und Hikari schwer verletzt und der Wald weiter zerstört. Als Hikari das Digi-Ei mit dem Halstuch berührt und das Digimon schlüpft, reagiert kurz darauf ihr Digivice und ihr Wappen erscheint. Angewomon gewinnt darüber Kraft und tötet Skull Baluchimon und die Soulmon, die sich in Digi-Eier zurückverwandeln. Obwohl weite Teile des Waldes verendet sind, zeigen sich Hikari und Tailmon nach dem Kampf froh, ihn vor der vollständigen Zerstörung bewahrt haben.                                                                              |                                                         |                        |
| 59 | 電光ヘラクルカブテリモン Denkō Herakurukabuterimon      | 1. Aug. 2021           |
| Auf der Suche nach Informationen über sein Wappen gelangt Koshiro mit Tentomon in den Canyon, in dem sie gegen Okuwamon gekämpft haben. Dort treffen sie Agumon und Taichi an. Kurz darauf nimmt ein durch Soundbirdmon manipuliertes Nanomon mit ihnen Kontakt auf. Es stellt Koshiro ein Rätsel, das er in 30 Minuten lösen müsse, wenn er das gefangene Whamon befreien wolle, das er damals in Netz getroffen hat. Nachdem die Freunde das erste Rätsel gemeistert haben, missverstehen sie die Bedeutung des zweiten, sodass Nanomon Taichi zu sich holt, um ihn in ein Nanomon umzubauen. Die verbliebenen Drei schaffen es, das dritte Rätsel zu lösen, im letzten interpretieren sie aber erneut falsch und Agumon verschwindet. Koshiro läuft die Zeit davon und Tentomon macht ihm Mut, durchzuhalten. Es gelingt ihm, die letzte Bedeutung noch zu entschlüsseln, und die beiden gelangen zu Whamon, werden allerdings von einem Gran Kuwagamon angegriffen, das Whamon töten soll. Atlur Kabuterimon kann nichts gegen seinen Feind ausrichten, jedoch erkennt Koshiro die Lösung der gesamten Aufgabe und dass sich Nanomon mit seinen Freunden in Whamons Körper befindet. Sein Digivice reagiert und darüber entwickelt sich sein Partner auf das Mega-Level zu Herakle Kabuterimon. Sie initiieren eine Ablenkung, die Nanomon herauslockt, damit Herakle Kabuterimon ihre beiden Gegner besiegen kann. Nanomon wird so aus dem Einfluss der Soundbirdmon befreit. Koshiros Digivice reagiert kurz darauf erneut und sein Wappen leuchtet auf.                           |                                                         |                        |
| 60 | 氷河を征くヴァイクモン Hyōga o Yuku Vaikumon            | 8. Aug. 2021           |
| Weil die heißen Quellen erneut versiegt sind, macht sich Jo mit Gomamon und den badenden Digimon auf den Weg in ein fruchtbares Gebiet. Beim Durchqueren eines eisigen Geländes verlässt die Gruppe ihre Kräfte, bis Mimi und Palmon mit den Babamon-Schülern auf einem Blimpmon erscheinen. Nach kurzer Zeit werden sie von Piraten unter einem Olegmon bedrängt, die ihre Vorräte fordern und sie angreifen. Die Gruppe sieht sich in der Verteidigung und Tonosama Gekomon wehrt alle Schüsse auf Blimpmon ab. Im Jubel darüber fällt es von Blimpmon herunter, Gomamon und Jo passiert das gleiche. Sie werden von den Piraten gefangen genommen. Auf dem Schiff erfahren Gomamon und Jo, dass die Piraten aus Verzweiflung, weil sie nichts zu essen finden, handeln. Gomamon und Jo entscheiden, gegen Olegmon zu kämpfen, das bei einem Sieg fordert, dass Jo anschließend für es arbeitet. Die Gegner gehen für die Auseinandersetzung über auf einen Gletscher, auf dem sich die beiden Freunde trotz einiger wirkungsvoller Angriffe letztlich chancenlos zeigen. In der Überzeugung, mit Jo an seiner Seite noch stärker kämpfen zu können, entwickelt sich Zudomon auf das Mega-Level zu Vikemon, das Olegmons Verteidigung durchbrechen und seinen Gegner besiegen kann. Gemeinsam setzen beide Gruppen zu einem fruchtbaren Land über, an dem die Piraten Nahrung finden und sich niederlassen können. Dort treffen die beiden Kinder mit ihren Partnern auf Agumon und Taichi.                                                                                            |                                                         |                        |
| 61 | 帰りたい場所へ Kaeritai Basho e                         | 15. Aug. 2021          |
| Agumon und Taichi treffen in einem Gebirge auf Eldoradimon, das einen Hang besteigen will, um oben in seine Heimat zurückzukehren. Patamon und Takeru, die allein auf Kommondomon an die Stelle gereist sind, schieben Eldoradimon erfolglos an; im Gegenteil rutscht es mehrfach von dem steilen Hang herab. Agumon und Taichi unterstützen ihre Freunde. Immer mehr Digimon, die Eldoradimon seit Langem trägt, schließen sich dem Vorhaben an, jedoch erweisen auch sie sich nicht als stark genug und Eldoradimon rutscht erneut vom Hang ab. Takeru wird von einem Gravimon, das das Geschehen beobachtet, zu sich geholt und fragt ihn nach seinem Motiv für dieses scheinbar aussichtslose Unterfangen. Takeru erklärt, dass es entgegen vieler Digimon, die durch Millenniumon ihre Heimat verloren hätten, noch einen ursprünglichen Platz habe und ihm die Rückkehr ermöglichen wolle. Nachdem Gravimon von Takeru abgelassen hat, erneuert die Gruppe ihren Versuch, das Mega-Digimon den Hang hinaufzubringen. Als sie oben angekommen sind, bricht Eldoradimon unter seinem Gewicht noch einmal ein und fällt ungebremst in die Tiefe. Gravimon greift hier zum ersten Mal ein und hält den Sturz mit seinen Kräften auf. Gemeinsam mit Holy Angemon umschließt es Eldoradimon mit einer Aura, die es über den Hang in sicheres Terrain transportiert. Nach der Aktion leuchtet Takerus Digivice auf und sein Wappen erscheint. Taichi vermutet anschließend, dass sein eigener Kompass nicht auf einen bestimmten Ort weise.                                               |                                                         |                        |
| 62 | シャッコウモンの涙 Shakkōmon no Namida                  | 22. Aug. 2021          |
| Piyomon und Sora bauen mit weiteren Digimon, denen beide auf ihrer Reise bereits geholfen haben, ein neues Dorf auf, als Agumon und Taichi zu ihnen stoßen. Die beiden Dazugekommenen werden gebeten, gemeinsam einen großen Baumstumpf aus der Erde zu ziehen, damit an dessen Stelle neues Ackerland entstehen kann. Nachdem dies gelungen ist, schießen Laser aus dem Boden und ein Shakkomon erscheint, das als Beschützer der Region gilt. Dieses greift jedoch die Dorfbewohner sowie die Kinder und ihre Digimon an und zerstört Teile des neu aufgebauten Dorfes. Nach einigen Kampfhandlungen bricht es seine Angriffe plötzlich ab und bleibt starr stehen. Piyomon und Sora steigen in die Tiefen, wo zuvor der Baumstumpf gewesen ist, hinab und finden dort eine kleine Statue, die sie berühren. Dadurch erfahren sie eine Vision, die zeigt, wie Shakkomon aussichtslos gegen bösartige Digimon gekämpft hat und von den vorherigen Bewohnern der Region zu seinem Schutz versiegelt worden ist. Beide fallen anschließend in Ohnmacht. Als sie aufwachen, sehen sie, dass Shakkomon seine Angriffe wiederaufgenommen hat sowie War Greymon es töten will, und unterbinden dessen Angriff. Stattdessen entwickelt sich Garudamon zu Hououmon und besänftigt Shakkomon mit seiner Starlight Explosion. Dadurch erhält auch Sora ihr Wappen. Nachdem Shakkomon zur Ruhe gekommen ist, verbleibt es als Wächter im Dorf, während die vier Freunde ihre Reise fortsetzen. |                                                         |                        |
| 63 | 勇気の紋章 Yūki no Monshō                               | 29. Aug. 2021          |
| Auf ihrer weiteren Reise gelangen Agumon, Piyomon, Sora und Taichi zu einem Schloss, das von einem Knightmon vor dem Haupttor bewacht wird und in dessen Inneres Taichis Kompass zeigt. Ohne Weiteres gewährt es den Freunden den Zugang. Anschließend wird Taichi von den anderen getrennt und gerät an die Seele eines Digimons, das einen Vogel bei sich führt. Es berichtet, dass es im antiken Krieg gestorben sei und den Lebensweg der Krieger begleite. Das Digimon schickt Taichi in eine Illusion, um ihn einer Prüfung zu unterziehen. In einem Ödland stößt er auf ein Botamon, das von feindlichen Gorubimon gejagt wird, und rettet es. Darauffolgend muss er sich auf einem Fluss gegen ein Seadramon durchsetzen und sieht sich, wieder an Land, drei Allomon ausgesetzt, die ihn attackieren. Als die Situation für ihn ausweglos erscheint, wirft er Botamon von sich weg in Sicherheit, während er ihre Feinde weiter auf sich lenkt. So entwickelt sich Botamon dreimal hintereinander und unvollständig zu einem Greymon, das die Allomon tötet. Nach seiner Rückentwicklung erhält Taichi als letztes der Kinder sein Wappen. Das körperlose Digimon holt ihn aus der Illusion zurück und sieht die Prüfung erfolgreich abgeschlossen. Es erzählt ihm von einer großen Kraft, die in der Lage sei, die Große Katastrophe abzuwenden; diese sei das gemeinsam gebildete Digimon aus Garurumon und Greymon. In der Folge erwacht Taichi und findet sich in dem heruntergekommenen Schloss wieder; vor ihm eine Statue, die dem körperlosen Digimon ähnelt.           |                                                         |                        |
| 64 | 天使たちの決意 Tenshitachi no Ketsui                    | 5. Sep. 2021           |
| In einem gemeinsamen Traum treffen Patamon und Takeru auf Devimon, das ihnen die verheerenden Auswirkungen der Großen Katastrophe prophezeit, welche selbst die Dunkelheit vernichten und alles in einer weißen Leere aufgehen lassen wolle. Nachdem sie wieder erwacht sind und Hikari und Tailmon aufgesammelt haben, reisen sie auf Kommondomon zu Wisemons Baum zurück. Dieser wird von einer Armee Soundbirdmon angegriffen, die einige der Digimon ihrem Willen unterwerfen sowie die umherliegenden, nutzlosen Daten zu Soldaten umwandeln und die Baumbewohner angreifen. Nachdem die wieder versammelten Kinder den Angriff aufgehalten und viele der Soundbirdmon getötet haben, vereinigen sich die übrigen und bilden das Digimon Deathmon, welches im antiken Krieg als das Dunkle Digimon Anführer der Finsternis gewesen ist. Dieses greift die inzwischen strahlenden Monolithen an, diese werden jedoch unter anderem von War Greymon verteidigt. Um ihren Gegner zu besiegen, entwickeln sich Hikaris und Takerus Partner auf das Mega-Level, dieses Mal jedoch zu Ofanimon bzw. Seraphimon. Mit einem gemeinsamen Angriff töten die beiden Deathmon. Dessen letzte Worte offenbaren, dass sein Tod die Große Katastrophe beginnen lasse. Tatsächlich zersplittert die Kugel im Netz und das Digimon Negamon entkommt dieser. Die geretteten Monolithen steigen indes vom Baum aus in die Höhe und verschwinden. Gleichzeitig tut sich in unmittelbarer Nähe ein Dimensionsriss auf, der in die prophezeite weiße Leere übergeht, in der Negamon weilt.                |                                                         |                        |
| 65 | 巨大な破滅ネガーモン Kyodaina Hametsu Negāmon           | 12. Sep. 2021          |
| Überall auf der Digital World ergeben sich neue Risse in die weiße Leere, die teilweise Digimon verschlingen. Viele Digimon, die die Freunde auf ihrem Weg getroffen haben, nehmen Kontakt mit ihnen auf, um ihnen die Auswirkungen der Großen Katastrophe zu zeigen, sie aber auch zu ermutigen. Aus den Rissen gibt Negamon Tentakeln ab, wovon eine die Kinder aufsaugt. Deren Digivices schützen sie durch Schädigungen, jedoch werden sie von ihren Partnern getrennt und in die weiße Leere gezogen. Dort nimmt das Ultra-Algomon Kontakt zu ihnen auf und führt aus, dass Negamon aus purer Gier alle Daten und Energie verschlingen wolle, was letztlich die Auflösung allen Seins ins Nichts bedeute. Außerhalb des Risses versuchen die Partner-Digimon, zu ihren Freunden zu gelangen, und lassen sich von Gerbemon und Searchmon in den Riss schleudern, was jedoch von mehreren Champion-Algomon verhindert wird. Erst mit Hilfe von Kommondomon gelingt ihnen der Übergang. Nachdem sie zu ihren Freunden gelangt sind, vollziehen sie mit den Digivices mehrfach Entwicklungsschritte, greifen das inzwischen auf das Mega-Level entwickelte Algomon wiederholt an und zerreißen darüber seinen Körper. Mit letzter Kraft erklärt es, dass Negamon nun alles Sein verschlingen werde. In der Menschenwelt ergeben sich daraufhin erste Risse am Himmel, um einen Zugang in die weiße Leere zu schaffen. |                                                         |                        |
| 66 | 最後の奇跡 最後の力 Saigo no Kiseki Saigo no Chikara    | 19. Sep. 2021          |
| Negamons Tentakel breiten sich durch die Risse in die Menschenwelt aus, während es selbst eine Entwicklung nimmt. Die Kinder mit ihren Digimon beginnen einen gemeinsamen Angriff auf ihren Gegner und durchtrennen die Tentakel. Sie dringen in das Innere von Negamons neu geschaffener Kugel ein und töten dessen vermeintlichen Körper, der allerdings nur eine Hülle ist. Im Inneren der Kugel reagiert Negamon auf die Bedrohung und nutzt diese als Waffe, indem es sie als Körper benutzt. Mit neu geschaffenen Tentakeln verschlingt es Jo, Koshiro, Mimi und Sora mit ihren Partnern und will deren Körper auflösen. Die anderen Freunde stehen mit weiteren Angriffen ihrem Feind chancenlos gegenüber. Aus der Menschenwelt erhebt sich Widerstand und die Menschen schicken den gefangenen Kindern über das Internet unterstützende Nachrichten, die sich in positive Energie umwandeln. Mit dieser materialisieren sich ihre Körper wieder und sie entkommen Negamon. Zusätzlich wenden sie die Energie an, um Ofanimon und Seraphimon die nötige Kraft zu geben, damit diese Metal Garurumon und War Greymon über die Digivices ihrer Partner die gemeinsame Entwicklung zu Omegamon ermöglichen können. Dieses dringt mit Taichi und Yamato in Negamons Kugel ein, um ihren Feind zu töten und die Große Katastrophe noch aufzuhalten. |                                                         |                        |
| 67 | 冒険の果て Bōken no Hate                                | 26. Sep. 2021          |
| Omegamon dringt mit Taichi und Yamato immer tiefer in die Kugel ihres Feindes ein. Dieser lässt sie gewähren, bis sie zu seinem eigentlichen Körper gelangen. Getrieben durch seinen Impuls konzentriert es seine meisten Kräfte auf die Auseinandersetzung mit Omegamon und vernachlässigt seine Anstrengungen nach außen, wo es gegen die verbliebenen Freunde kämpft. Negamon und Omegamon kämpfen auf Augenhöhe mit ähnlichen Attacken. Als Omegamon mit seinem Schwert Negamon durchbohren will, öffnet dieses seinen Rumpf und versucht, die feststeckende Klinge brechen zu lassen. Durch die andauernde Angriffe der Freunde von außen verliert Negamon die Oberhand in dem Duell und Omegamon befreit sich. Daraufhin entwickelt es sich zu Omegamon Alter-S, tötet Negamon und vernichtet die Reste seines Körpers. In der Folge löst sich die weiße Leere auf und die Freunde verlassen diese Welt. Einige Zeit später, nachdem die Digital World zur Ruhe gekommen ist, berichten die Verbündeten der Freunde anderen Digimon von den Geschehnissen, während in ihrer Welt neue Digimon aus Digi-Eiern schlüpfen. Die auserwählten Kinder sind derweil in die Menschenwelt und ihre Alltage zurückgekehrt, ihre Partner-Digimon begleiten sie seitdem. Während Koshiro an einem festen Zugang in die Digital World arbeitet, verbringen Agumon und Taichi bereits wieder Zeit in der Welt der Digimon. |                                                         |                        |